# Lista de asteroides (87001-88000)
Esta é uma lista parcial de asteroides, do asteroide número 87001 até o 88000, inclusive. Veja também o índice com todas as listas disponíveis.

| Objeto Próximos à Terra | Cinturão de asteroides (interno) | Cinturão de asteroides (externo) | Centauro       |
| Cruzador de Marte       | Cinturão de asteroides (meio)    | Troianos de Júpiter              | Transnetuniano |

Veja mais dados de cada asteroide na ligação externa para o Minor Planet Center na última coluna.
Índice: 87001... 87101... 87201... 87301... 87401... 87501... 87601... 87701... 87801... 87901... 

## 87001–87100
| Designação   | Designação | Descoberta  | Descoberta    | Descobridor(es)        | Categoria | Mais informações / Referência |
| Permanente   | Provisória | Data        | Local         | Descobridor(es)        | Categoria | Mais informações / Referência |
| ------------ | ---------- | ----------- | ------------- | ---------------------- | --------- | ----------------------------- |
| 87001        | 2000 JN44  | 7 mai 2000  | Socorro       | LINEAR                 | Pallas    | MPC                           |
| 87002        | 2000 JK46  | 7 mai 2000  | Socorro       | LINEAR                 | —         | MPC                           |
| 87003        | 2000 JL46  | 7 mai 2000  | Socorro       | LINEAR                 | —         | MPC                           |
| 87004        | 2000 JU49  | 9 mai 2000  | Socorro       | LINEAR                 | —         | MPC                           |
| 87005        | 2000 JJ52  | 9 mai 2000  | Socorro       | LINEAR                 | —         | MPC                           |
| 87006        | 2000 JU53  | 11 mai 2000 | Socorro       | LINEAR                 | —         | MPC                           |
| 87007        | 2000 JF55  | 6 mai 2000  | Socorro       | LINEAR                 | —         | MPC                           |
| 87008        | 2000 JK55  | 6 mai 2000  | Socorro       | LINEAR                 | —         | MPC                           |
| 87009        | 2000 JN55  | 6 mai 2000  | Socorro       | LINEAR                 | —         | MPC                           |
| 87010        | 2000 JR55  | 6 mai 2000  | Socorro       | LINEAR                 | —         | MPC                           |
| 87011        | 2000 JQ56  | 6 mai 2000  | Socorro       | LINEAR                 | —         | MPC                           |
| 87012        | 2000 JM57  | 6 mai 2000  | Socorro       | LINEAR                 | —         | MPC                           |
| 87013        | 2000 JP57  | 6 mai 2000  | Socorro       | LINEAR                 | —         | MPC                           |
| 87014        | 2000 JV57  | 6 mai 2000  | Socorro       | LINEAR                 | —         | MPC                           |
| 87015        | 2000 JJ58  | 6 mai 2000  | Socorro       | LINEAR                 | —         | MPC                           |
| 87016        | 2000 JJ62  | 7 mai 2000  | Socorro       | LINEAR                 | —         | MPC                           |
| 87017        | 2000 JJ63  | 9 mai 2000  | Socorro       | LINEAR                 | —         | MPC                           |
| 87018        | 2000 JL63  | 9 mai 2000  | Socorro       | LINEAR                 | —         | MPC                           |
| 87019        | 2000 JY63  | 10 mai 2000 | Socorro       | LINEAR                 | —         | MPC                           |
| 87020        | 2000 JA64  | 10 mai 2000 | Socorro       | LINEAR                 | —         | MPC                           |
| 87021        | 2000 JR65  | 6 mai 2000  | Socorro       | LINEAR                 | —         | MPC                           |
| 87022        | 2000 JU65  | 6 mai 2000  | Socorro       | LINEAR                 | —         | MPC                           |
| 87023        | 2000 JC66  | 6 mai 2000  | Socorro       | LINEAR                 | —         | MPC                           |
| 87024        | 2000 JS66  | 5 mai 2000  | Socorro       | LINEAR                 | —         | MPC                           |
| 87025        | 2000 JT66  | 7 mai 2000  | Anderson Mesa | LONEOS                 | —         | MPC                           |
| 87026        | 2000 JH76  | 6 mai 2000  | Socorro       | LINEAR                 | —         | MPC                           |
| 87027        | 2000 JJ77  | 7 mai 2000  | Socorro       | LINEAR                 | —         | MPC                           |
| 87028        | 2000 JA78  | 9 mai 2000  | Socorro       | LINEAR                 | —         | MPC                           |
| 87029        | 2000 JP81  | 9 mai 2000  | Socorro       | LINEAR                 | —         | MPC                           |
| 87030        | 2000 JO82  | 7 mai 2000  | Socorro       | LINEAR                 | —         | MPC                           |
| 87031        | 2000 JS83  | 6 mai 2000  | Socorro       | LINEAR                 | —         | MPC                           |
| 87032        | 2000 JE84  | 5 mai 2000  | Socorro       | LINEAR                 | —         | MPC                           |
| 87033        | 2000 KK    | 24 mai 2000 | Prescott      | P. G. Comba            | —         | MPC                           |
| 87034        | 2000 KT1   | 26 mai 2000 | Prescott      | P. G. Comba            | —         | MPC                           |
| 87035        | 2000 KE2   | 26 mai 2000 | Socorro       | LINEAR                 | —         | MPC                           |
| 87036        | 2000 KW3   | 27 mai 2000 | Socorro       | LINEAR                 | —         | MPC                           |
| 87037        | 2000 KC4   | 27 mai 2000 | Reedy Creek   | J. Broughton           | Mitidika  | MPC                           |
| 87038        | 2000 KU4   | 27 mai 2000 | Socorro       | LINEAR                 | —         | MPC                           |
| 87039        | 2000 KT5   | 27 mai 2000 | Socorro       | LINEAR                 | —         | MPC                           |
| 87040        | 2000 KJ6   | 27 mai 2000 | Socorro       | LINEAR                 | —         | MPC                           |
| 87041        | 2000 KV6   | 27 mai 2000 | Socorro       | LINEAR                 | —         | MPC                           |
| 87042        | 2000 KX6   | 27 mai 2000 | Socorro       | LINEAR                 | —         | MPC                           |
| 87043        | 2000 KQ7   | 27 mai 2000 | Socorro       | LINEAR                 | —         | MPC                           |
| 87044        | 2000 KC8   | 27 mai 2000 | Socorro       | LINEAR                 | —         | MPC                           |
| 87045        | 2000 KJ9   | 28 mai 2000 | Socorro       | LINEAR                 | —         | MPC                           |
| 87046        | 2000 KT12  | 28 mai 2000 | Socorro       | LINEAR                 | —         | MPC                           |
| 87047        | 2000 KZ16  | 28 mai 2000 | Socorro       | LINEAR                 | —         | MPC                           |
| 87048        | 2000 KT20  | 28 mai 2000 | Socorro       | LINEAR                 | —         | MPC                           |
| 87049        | 2000 KP21  | 28 mai 2000 | Socorro       | LINEAR                 | —         | MPC                           |
| 87050        | 2000 KS21  | 28 mai 2000 | Socorro       | LINEAR                 | —         | MPC                           |
| 87051        | 2000 KO26  | 28 mai 2000 | Socorro       | LINEAR                 | —         | MPC                           |
| 87052        | 2000 KG27  | 28 mai 2000 | Socorro       | LINEAR                 | —         | MPC                           |
| 87053        | 2000 KZ29  | 28 mai 2000 | Socorro       | LINEAR                 | Phocaea   | MPC                           |
| 87054        | 2000 KU30  | 28 mai 2000 | Socorro       | LINEAR                 | —         | MPC                           |
| 87055        | 2000 KP32  | 28 mai 2000 | Socorro       | LINEAR                 | Mitidika  | MPC                           |
| 87056        | 2000 KX34  | 27 mai 2000 | Socorro       | LINEAR                 | —         | MPC                           |
| 87057        | 2000 KD35  | 27 mai 2000 | Socorro       | LINEAR                 | —         | MPC                           |
| 87058        | 2000 KY35  | 27 mai 2000 | Socorro       | LINEAR                 | —         | MPC                           |
| 87059        | 2000 KZ36  | 29 mai 2000 | Socorro       | LINEAR                 | —         | MPC                           |
| 87060        | 2000 KF39  | 24 mai 2000 | Kitt Peak     | Spacewatch             | —         | MPC                           |
| 87061        | 2000 KP45  | 30 mai 2000 | Kitt Peak     | Spacewatch             | —         | MPC                           |
| 87062        | 2000 KC53  | 28 mai 2000 | Socorro       | LINEAR                 | —         | MPC                           |
| 87063        | 2000 KO53  | 29 mai 2000 | Socorro       | LINEAR                 | —         | MPC                           |
| 87064        | 2000 KW54  | 27 mai 2000 | Socorro       | LINEAR                 | —         | MPC                           |
| 87065        | 2000 KM56  | 27 mai 2000 | Socorro       | LINEAR                 | —         | MPC                           |
| 87066        | 2000 KP56  | 27 mai 2000 | Socorro       | LINEAR                 | —         | MPC                           |
| 87067        | 2000 KA57  | 28 mai 2000 | Socorro       | LINEAR                 | —         | MPC                           |
| 87068        | 2000 KN58  | 24 mai 2000 | Anderson Mesa | LONEOS                 | —         | MPC                           |
| 87069        | 2000 KE59  | 24 mai 2000 | Kitt Peak     | Spacewatch             | —         | MPC                           |
| 87070        | 2000 KP59  | 25 mai 2000 | Anderson Mesa | LONEOS                 | Phocaea   | MPC                           |
| 87071        | 2000 KM61  | 25 mai 2000 | Anderson Mesa | LONEOS                 | —         | MPC                           |
| 87072        | 2000 KF62  | 26 mai 2000 | Anderson Mesa | LONEOS                 | —         | MPC                           |
| 87073        | 2000 KF66  | 27 mai 2000 | Socorro       | LINEAR                 | —         | MPC                           |
| 87074        | 2000 KC68  | 30 mai 2000 | Socorro       | LINEAR                 | —         | MPC                           |
| 87075        | 2000 KK70  | 28 mai 2000 | Socorro       | LINEAR                 | —         | MPC                           |
| 87076        | 2000 KL73  | 28 mai 2000 | Anderson Mesa | LONEOS                 | —         | MPC                           |
| 87077        | 2000 KS73  | 27 mai 2000 | Socorro       | LINEAR                 | —         | MPC                           |
| 87078        | 2000 KC74  | 27 mai 2000 | Socorro       | LINEAR                 | —         | MPC                           |
| 87079        | 2000 KG75  | 27 mai 2000 | Socorro       | LINEAR                 | —         | MPC                           |
| 87080        | 2000 KH75  | 27 mai 2000 | Socorro       | LINEAR                 | —         | MPC                           |
| 87081        | 2000 KH76  | 27 mai 2000 | Socorro       | LINEAR                 | —         | MPC                           |
| 87082        | 2000 KU76  | 27 mai 2000 | Socorro       | LINEAR                 | —         | MPC                           |
| 87083        | 2000 KV76  | 27 mai 2000 | Socorro       | LINEAR                 | —         | MPC                           |
| 87084        | 2000 KY76  | 27 mai 2000 | Socorro       | LINEAR                 | —         | MPC                           |
| 87085        | 2000 KU78  | 27 mai 2000 | Socorro       | LINEAR                 | —         | MPC                           |
| 87086        | 2000 KZ81  | 24 mai 2000 | Anderson Mesa | LONEOS                 | —         | MPC                           |
| 87087        | 2000 KA83  | 25 mai 2000 | Anderson Mesa | LONEOS                 | —         | MPC                           |
| 87088        | 2000 LY    | 2 jun 2000  | Ondřejov      | P. Pravec, P. Kušnirák | —         | MPC                           |
| 87089        | 2000 LF1   | 1 jun 2000  | Črni Vrh      | Črni Vrh               | —         | MPC                           |
| 87090        | 2000 LX2   | 4 jun 2000  | Socorro       | LINEAR                 | —         | MPC                           |
| 87091        | 2000 LB3   | 5 jun 2000  | Socorro       | LINEAR                 | —         | MPC                           |
| 87092        | 2000 LK3   | 4 jun 2000  | Socorro       | LINEAR                 | —         | MPC                           |
| 87093        | 2000 LW6   | 1 jun 2000  | Kitt Peak     | Spacewatch             | —         | MPC                           |
| 87094        | 2000 LA7   | 1 jun 2000  | Kitt Peak     | Spacewatch             | —         | MPC                           |
| 87095        | 2000 LO7   | 5 jun 2000  | Socorro       | LINEAR                 | —         | MPC                           |
| 87096        | 2000 LU9   | 6 jun 2000  | Socorro       | LINEAR                 | —         | MPC                           |
| 87097 Lomaki | 2000 LJ10  | 7 jun 2000  | Kleť          | M. Tichý, J. Tichá     | —         | MPC                           |
| 87098        | 2000 LS10  | 1 jun 2000  | Socorro       | LINEAR                 | Pallas    | MPC                           |
| 87099        | 2000 LV12  | 5 jun 2000  | Socorro       | LINEAR                 | —         | MPC                           |
| 87100        | 2000 LU14  | 7 jun 2000  | Socorro       | LINEAR                 | —         | MPC                           |

## 87101–87200
| Designação | Designação | Descoberta  | Descoberta    | Descobridor(es) | Categoria | Mais informações / Referência |
| Permanente | Provisória | Data        | Local         | Descobridor(es) | Categoria | Mais informações / Referência |
| ---------- | ---------- | ----------- | ------------- | --------------- | --------- | ----------------------------- |
| 87101      | 2000 LD17  | 4 jun 2000  | Socorro       | LINEAR          | —         | MPC                           |
| 87102      | 2000 LT17  | 8 jun 2000  | Socorro       | LINEAR          | —         | MPC                           |
| 87103      | 2000 LX17  | 8 jun 2000  | Socorro       | LINEAR          | Phocaea   | MPC                           |
| 87104      | 2000 LH18  | 8 jun 2000  | Socorro       | LINEAR          | —         | MPC                           |
| 87105      | 2000 LX18  | 8 jun 2000  | Socorro       | LINEAR          | —         | MPC                           |
| 87106      | 2000 LZ18  | 8 jun 2000  | Socorro       | LINEAR          | —         | MPC                           |
| 87107      | 2000 LD20  | 8 jun 2000  | Socorro       | LINEAR          | —         | MPC                           |
| 87108      | 2000 LU20  | 8 jun 2000  | Socorro       | LINEAR          | —         | MPC                           |
| 87109      | 2000 LA21  | 8 jun 2000  | Socorro       | LINEAR          | —         | MPC                           |
| 87110      | 2000 LW21  | 8 jun 2000  | Socorro       | LINEAR          | —         | MPC                           |
| 87111      | 2000 LJ23  | 3 jun 2000  | Anderson Mesa | LONEOS          | —         | MPC                           |
| 87112      | 2000 LB25  | 1 jun 2000  | Socorro       | LINEAR          | —         | MPC                           |
| 87113      | 2000 LN25  | 7 jun 2000  | Socorro       | LINEAR          | —         | MPC                           |
| 87114      | 2000 LS27  | 6 jun 2000  | Anderson Mesa | LONEOS          | —         | MPC                           |
| 87115      | 2000 LR28  | 9 jun 2000  | Anderson Mesa | LONEOS          | —         | MPC                           |
| 87116      | 2000 LQ30  | 9 jun 2000  | Anderson Mesa | LONEOS          | Phocaea   | MPC                           |
| 87117      | 2000 LJ32  | 5 jun 2000  | Anderson Mesa | LONEOS          | —         | MPC                           |
| 87118      | 2000 LB34  | 3 jun 2000  | Haleakalā     | NEAT            | —         | MPC                           |
| 87119      | 2000 LC34  | 3 jun 2000  | Kitt Peak     | Spacewatch      | —         | MPC                           |
| 87120      | 2000 LO34  | 3 jun 2000  | Anderson Mesa | LONEOS          | —         | MPC                           |
| 87121      | 2000 LG35  | 1 jun 2000  | Haleakalā     | NEAT            | Phocaea   | MPC                           |
| 87122      | 2000 LB36  | 1 jun 2000  | Haleakala     | NEAT            | —         | MPC                           |
| 87123      | 2000 MO1   | 25 jun 2000 | Farpoint      | Farpoint Obs.   | —         | MPC                           |
| 87124      | 2000 MQ1   | 26 jun 2000 | Reedy Creek   | J. Broughton    | —         | MPC                           |
| 87125      | 2000 MS1   | 25 jun 2000 | Prescott      | P. G. Comba     | —         | MPC                           |
| 87126      | 2000 MF4   | 24 jun 2000 | Socorro       | LINEAR          | —         | MPC                           |
| 87127      | 2000 MM4   | 25 jun 2000 | Socorro       | LINEAR          | —         | MPC                           |
| 87128      | 2000 MR4   | 25 jun 2000 | Socorro       | LINEAR          | —         | MPC                           |
| 87129      | 2000 MB5   | 26 jun 2000 | Socorro       | LINEAR          | Phocaea   | MPC                           |
| 87130      | 2000 NE    | 1 jul 2000  | Prescott      | P. G. Comba     | —         | MPC                           |
| 87131      | 2000 NU1   | 4 jul 2000  | Kitt Peak     | Spacewatch      | —         | MPC                           |
| 87132      | 2000 NO4   | 3 jul 2000  | Kitt Peak     | Spacewatch      | —         | MPC                           |
| 87133      | 2000 NY4   | 7 jul 2000  | Socorro       | LINEAR          | —         | MPC                           |
| 87134      | 2000 NS5   | 8 jul 2000  | Socorro       | LINEAR          | —         | MPC                           |
| 87135      | 2000 NU5   | 8 jul 2000  | Socorro       | LINEAR          | —         | MPC                           |
| 87136      | 2000 NU6   | 4 jul 2000  | Kitt Peak     | Spacewatch      | —         | MPC                           |
| 87137      | 2000 ND8   | 5 jul 2000  | Kitt Peak     | Spacewatch      | —         | MPC                           |
| 87138      | 2000 NA11  | 10 jul 2000 | Valinhos      | P. R. Holvorcem | —         | MPC                           |
| 87139      | 2000 ND12  | 5 jul 2000  | Anderson Mesa | LONEOS          | —         | MPC                           |
| 87140      | 2000 NZ12  | 5 jul 2000  | Anderson Mesa | LONEOS          | —         | MPC                           |
| 87141      | 2000 ND13  | 5 jul 2000  | Anderson Mesa | LONEOS          | —         | MPC                           |
| 87142      | 2000 NL13  | 5 jul 2000  | Anderson Mesa | LONEOS          | —         | MPC                           |
| 87143      | 2000 NQ14  | 5 jul 2000  | Anderson Mesa | LONEOS          | —         | MPC                           |
| 87144      | 2000 NT14  | 5 jul 2000  | Anderson Mesa | LONEOS          | —         | MPC                           |
| 87145      | 2000 NC15  | 5 jul 2000  | Anderson Mesa | LONEOS          | —         | MPC                           |
| 87146      | 2000 NG16  | 5 jul 2000  | Anderson Mesa | LONEOS          | —         | MPC                           |
| 87147      | 2000 NM16  | 5 jul 2000  | Anderson Mesa | LONEOS          | —         | MPC                           |
| 87148      | 2000 NH17  | 5 jul 2000  | Anderson Mesa | LONEOS          | —         | MPC                           |
| 87149      | 2000 NS18  | 5 jul 2000  | Anderson Mesa | LONEOS          | —         | MPC                           |
| 87150      | 2000 NW18  | 5 jul 2000  | Anderson Mesa | LONEOS          | —         | MPC                           |
| 87151      | 2000 NZ18  | 5 jul 2000  | Anderson Mesa | LONEOS          | —         | MPC                           |
| 87152      | 2000 NF20  | 6 jul 2000  | Kitt Peak     | Spacewatch      | —         | MPC                           |
| 87153      | 2000 NR20  | 6 jul 2000  | Kitt Peak     | Spacewatch      | —         | MPC                           |
| 87154      | 2000 NB21  | 6 jul 2000  | Anderson Mesa | LONEOS          | —         | MPC                           |
| 87155      | 2000 NF21  | 7 jul 2000  | Anderson Mesa | LONEOS          | —         | MPC                           |
| 87156      | 2000 NM21  | 7 jul 2000  | Socorro       | LINEAR          | —         | MPC                           |
| 87157      | 2000 NK22  | 7 jul 2000  | Anderson Mesa | LONEOS          | —         | MPC                           |
| 87158      | 2000 NP22  | 7 jul 2000  | Anderson Mesa | LONEOS          | —         | MPC                           |
| 87159      | 2000 NH23  | 5 jul 2000  | Kitt Peak     | Spacewatch      | —         | MPC                           |
| 87160      | 2000 NK24  | 4 jul 2000  | Anderson Mesa | LONEOS          | —         | MPC                           |
| 87161      | 2000 NY24  | 4 jul 2000  | Anderson Mesa | LONEOS          | Chloris   | MPC                           |
| 87162      | 2000 NM25  | 4 jul 2000  | Anderson Mesa | LONEOS          | —         | MPC                           |
| 87163      | 2000 NN25  | 4 jul 2000  | Anderson Mesa | LONEOS          | —         | MPC                           |
| 87164      | 2000 NU25  | 4 jul 2000  | Anderson Mesa | LONEOS          | Mitidika  | MPC                           |
| 87165      | 2000 NF27  | 4 jul 2000  | Anderson Mesa | LONEOS          | —         | MPC                           |
| 87166      | 2000 NL28  | 3 jul 2000  | Socorro       | LINEAR          | Phocaea   | MPC                           |
| 87167      | 2000 NQ28  | 2 jul 2000  | Kitt Peak     | Spacewatch      | —         | MPC                           |
| 87168      | 2000 OW    | 24 jul 2000 | Reedy Creek   | J. Broughton    | Meliboea  | MPC                           |
| 87169      | 2000 OP2   | 27 jul 2000 | Črni Vrh      | Črni Vrh        | —         | MPC                           |
| 87170      | 2000 OS3   | 24 jul 2000 | Socorro       | LINEAR          | —         | MPC                           |
| 87171      | 2000 OP4   | 24 jul 2000 | Socorro       | LINEAR          | —         | MPC                           |
| 87172      | 2000 OR4   | 24 jul 2000 | Socorro       | LINEAR          | —         | MPC                           |
| 87173      | 2000 OE5   | 24 jul 2000 | Socorro       | LINEAR          | Phocaea   | MPC                           |
| 87174      | 2000 OF5   | 24 jul 2000 | Socorro       | LINEAR          | —         | MPC                           |
| 87175      | 2000 OY5   | 24 jul 2000 | Socorro       | LINEAR          | —         | MPC                           |
| 87176      | 2000 OZ5   | 24 jul 2000 | Socorro       | LINEAR          | Phocaea   | MPC                           |
| 87177      | 2000 OJ6   | 29 jul 2000 | Socorro       | LINEAR          | —         | MPC                           |
| 87178      | 2000 OZ6   | 28 jul 2000 | Črni Vrh      | Črni Vrh        | Phocaea   | MPC                           |
| 87179      | 2000 ON7   | 30 jul 2000 | Socorro       | LINEAR          | —         | MPC                           |
| 87180      | 2000 OT7   | 24 jul 2000 | Socorro       | LINEAR          | —         | MPC                           |
| 87181      | 2000 OC8   | 30 jul 2000 | Socorro       | LINEAR          | —         | MPC                           |
| 87182      | 2000 OB9   | 31 jul 2000 | Socorro       | LINEAR          | —         | MPC                           |
| 87183      | 2000 OX9   | 23 jul 2000 | Socorro       | LINEAR          | —         | MPC                           |
| 87184      | 2000 OC10  | 23 jul 2000 | Socorro       | LINEAR          | —         | MPC                           |
| 87185      | 2000 OP12  | 23 jul 2000 | Socorro       | LINEAR          | —         | MPC                           |
| 87186      | 2000 OG13  | 23 jul 2000 | Socorro       | LINEAR          | —         | MPC                           |
| 87187      | 2000 OQ13  | 23 jul 2000 | Socorro       | LINEAR          | —         | MPC                           |
| 87188      | 2000 OL14  | 23 jul 2000 | Socorro       | LINEAR          | —         | MPC                           |
| 87189      | 2000 OM14  | 23 jul 2000 | Socorro       | LINEAR          | —         | MPC                           |
| 87190      | 2000 OR14  | 23 jul 2000 | Socorro       | LINEAR          | —         | MPC                           |
| 87191      | 2000 OM15  | 23 jul 2000 | Socorro       | LINEAR          | —         | MPC                           |
| 87192      | 2000 OG17  | 23 jul 2000 | Socorro       | LINEAR          | —         | MPC                           |
| 87193      | 2000 OS17  | 23 jul 2000 | Socorro       | LINEAR          | —         | MPC                           |
| 87194      | 2000 OK18  | 23 jul 2000 | Socorro       | LINEAR          | —         | MPC                           |
| 87195      | 2000 OW18  | 23 jul 2000 | Socorro       | LINEAR          | —         | MPC                           |
| 87196      | 2000 OG20  | 30 jul 2000 | Socorro       | LINEAR          | —         | MPC                           |
| 87197      | 2000 OE22  | 30 jul 2000 | Socorro       | LINEAR          | —         | MPC                           |
| 87198      | 2000 OQ22  | 31 jul 2000 | Socorro       | LINEAR          | —         | MPC                           |
| 87199      | 2000 OD24  | 23 jul 2000 | Socorro       | LINEAR          | —         | MPC                           |
| 87200      | 2000 OV24  | 23 jul 2000 | Socorro       | LINEAR          | —         | MPC                           |

## 87201–87300
| Designação      | Designação | Descoberta  | Descoberta      | Descobridor(es)   | Categoria | Mais informações / Referência |
| Permanente      | Provisória | Data        | Local           | Descobridor(es)   | Categoria | Mais informações / Referência |
| --------------- | ---------- | ----------- | --------------- | ----------------- | --------- | ----------------------------- |
| 87201           | 2000 OO25  | 23 jul 2000 | Socorro         | LINEAR            | —         | MPC                           |
| 87202           | 2000 OV25  | 23 jul 2000 | Socorro         | LINEAR            | —         | MPC                           |
| 87203           | 2000 OL26  | 23 jul 2000 | Socorro         | LINEAR            | Mitidika  | MPC                           |
| 87204           | 2000 OL29  | 30 jul 2000 | Socorro         | LINEAR            | —         | MPC                           |
| 87205           | 2000 OB30  | 30 jul 2000 | Socorro         | LINEAR            | —         | MPC                           |
| 87206           | 2000 ON31  | 30 jul 2000 | Socorro         | LINEAR            | Phocaea   | MPC                           |
| 87207           | 2000 OO32  | 30 jul 2000 | Socorro         | LINEAR            | —         | MPC                           |
| 87208           | 2000 OQ32  | 30 jul 2000 | Socorro         | LINEAR            | —         | MPC                           |
| 87209           | 2000 OW32  | 30 jul 2000 | Socorro         | LINEAR            | —         | MPC                           |
| 87210           | 2000 OS35  | 31 jul 2000 | Socorro         | LINEAR            | —         | MPC                           |
| 87211           | 2000 OP36  | 30 jul 2000 | Socorro         | LINEAR            | —         | MPC                           |
| 87212           | 2000 OQ36  | 30 jul 2000 | Socorro         | LINEAR            | —         | MPC                           |
| 87213           | 2000 OT36  | 30 jul 2000 | Socorro         | LINEAR            | —         | MPC                           |
| 87214           | 2000 OX36  | 30 jul 2000 | Socorro         | LINEAR            | —         | MPC                           |
| 87215           | 2000 OM37  | 30 jul 2000 | Socorro         | LINEAR            | —         | MPC                           |
| 87216           | 2000 OG38  | 30 jul 2000 | Socorro         | LINEAR            | —         | MPC                           |
| 87217           | 2000 OO38  | 30 jul 2000 | Socorro         | LINEAR            | —         | MPC                           |
| 87218           | 2000 OS38  | 30 jul 2000 | Socorro         | LINEAR            | —         | MPC                           |
| 87219           | 2000 OH39  | 30 jul 2000 | Socorro         | LINEAR            | —         | MPC                           |
| 87220           | 2000 OK40  | 30 jul 2000 | Socorro         | LINEAR            | Phocaea   | MPC                           |
| 87221           | 2000 OQ40  | 30 jul 2000 | Socorro         | LINEAR            | —         | MPC                           |
| 87222           | 2000 OV40  | 30 jul 2000 | Socorro         | LINEAR            | Ursula    | MPC                           |
| 87223           | 2000 OD41  | 30 jul 2000 | Socorro         | LINEAR            | —         | MPC                           |
| 87224           | 2000 OG41  | 30 jul 2000 | Socorro         | LINEAR            | Pallas    | MPC                           |
| 87225           | 2000 OP41  | 30 jul 2000 | Socorro         | LINEAR            | —         | MPC                           |
| 87226           | 2000 OY41  | 30 jul 2000 | Socorro         | LINEAR            | —         | MPC                           |
| 87227           | 2000 OC42  | 30 jul 2000 | Socorro         | LINEAR            | —         | MPC                           |
| 87228           | 2000 OD42  | 30 jul 2000 | Socorro         | LINEAR            | —         | MPC                           |
| 87229           | 2000 OO42  | 30 jul 2000 | Socorro         | LINEAR            | —         | MPC                           |
| 87230           | 2000 OZ42  | 30 jul 2000 | Socorro         | LINEAR            | —         | MPC                           |
| 87231           | 2000 OB43  | 30 jul 2000 | Socorro         | LINEAR            | Phocaea   | MPC                           |
| 87232           | 2000 OC43  | 30 jul 2000 | Socorro         | LINEAR            | —         | MPC                           |
| 87233           | 2000 OE43  | 30 jul 2000 | Socorro         | LINEAR            | —         | MPC                           |
| 87234           | 2000 OX43  | 30 jul 2000 | Socorro         | LINEAR            | —         | MPC                           |
| 87235           | 2000 OM44  | 30 jul 2000 | Socorro         | LINEAR            | Phocaea   | MPC                           |
| 87236           | 2000 OO44  | 30 jul 2000 | Socorro         | LINEAR            | —         | MPC                           |
| 87237           | 2000 OP44  | 30 jul 2000 | Socorro         | LINEAR            | —         | MPC                           |
| 87238           | 2000 OA45  | 30 jul 2000 | Socorro         | LINEAR            | —         | MPC                           |
| 87239           | 2000 OH45  | 30 jul 2000 | Socorro         | LINEAR            | Eos       | MPC                           |
| 87240           | 2000 OJ45  | 30 jul 2000 | Socorro         | LINEAR            | —         | MPC                           |
| 87241           | 2000 OL45  | 30 jul 2000 | Socorro         | LINEAR            | —         | MPC                           |
| 87242           | 2000 OU45  | 30 jul 2000 | Socorro         | LINEAR            | Ursula    | MPC                           |
| 87243           | 2000 OV45  | 30 jul 2000 | Socorro         | LINEAR            | —         | MPC                           |
| 87244           | 2000 OT46  | 31 jul 2000 | Socorro         | LINEAR            | —         | MPC                           |
| 87245           | 2000 OX46  | 31 jul 2000 | Socorro         | LINEAR            | —         | MPC                           |
| 87246           | 2000 OA47  | 31 jul 2000 | Socorro         | LINEAR            | —         | MPC                           |
| 87247           | 2000 OB47  | 31 jul 2000 | Socorro         | LINEAR            | —         | MPC                           |
| 87248           | 2000 OQ47  | 31 jul 2000 | Socorro         | LINEAR            | —         | MPC                           |
| 87249           | 2000 OR47  | 31 jul 2000 | Socorro         | LINEAR            | —         | MPC                           |
| 87250           | 2000 OX47  | 31 jul 2000 | Socorro         | LINEAR            | —         | MPC                           |
| 87251           | 2000 OV49  | 31 jul 2000 | Socorro         | LINEAR            | —         | MPC                           |
| 87252           | 2000 OM50  | 31 jul 2000 | Socorro         | LINEAR            | —         | MPC                           |
| 87253           | 2000 OT50  | 31 jul 2000 | Socorro         | LINEAR            | —         | MPC                           |
| 87254           | 2000 OY52  | 31 jul 2000 | Socorro         | LINEAR            | —         | MPC                           |
| 87255           | 2000 OB53  | 30 jul 2000 | Socorro         | LINEAR            | —         | MPC                           |
| 87256           | 2000 ON53  | 30 jul 2000 | Socorro         | LINEAR            | Phocaea   | MPC                           |
| 87257           | 2000 OO53  | 30 jul 2000 | Socorro         | LINEAR            | —         | MPC                           |
| 87258           | 2000 OP53  | 30 jul 2000 | Socorro         | LINEAR            | —         | MPC                           |
| 87259           | 2000 OW53  | 30 jul 2000 | Socorro         | LINEAR            | —         | MPC                           |
| 87260           | 2000 ON54  | 29 jul 2000 | Anderson Mesa   | LONEOS            | —         | MPC                           |
| 87261           | 2000 OQ55  | 29 jul 2000 | Anderson Mesa   | LONEOS            | —         | MPC                           |
| 87262           | 2000 OC56  | 29 jul 2000 | Anderson Mesa   | LONEOS            | —         | MPC                           |
| 87263           | 2000 OB57  | 29 jul 2000 | Anderson Mesa   | LONEOS            | —         | MPC                           |
| 87264           | 2000 OY57  | 29 jul 2000 | Anderson Mesa   | LONEOS            | —         | MPC                           |
| 87265           | 2000 OL58  | 29 jul 2000 | Anderson Mesa   | LONEOS            | —         | MPC                           |
| 87266           | 2000 OK59  | 29 jul 2000 | Anderson Mesa   | LONEOS            | —         | MPC                           |
| 87267           | 2000 OM59  | 29 jul 2000 | Anderson Mesa   | LONEOS            | —         | MPC                           |
| 87268           | 2000 OR59  | 29 jul 2000 | Anderson Mesa   | LONEOS            | —         | MPC                           |
| 87269           | 2000 OO67  | 29 jul 2000 | Cerro Tololo    | Cerro Tololo Obs. | —         | MPC                           |
| 87270           | 2000 OR69  | 31 jul 2000 | Cerro Tololo    | M. W. Buie        | —         | MPC                           |
| 87271 Kokubunji | 2000 PY3   | 3 ago 2000  | Bisei SG Center | BATTeRS           | —         | MPC                           |
| 87272           | 2000 PL4   | 1 ago 2000  | Socorro         | LINEAR            | —         | MPC                           |
| 87273           | 2000 PP7   | 2 ago 2000  | Socorro         | LINEAR            | —         | MPC                           |
| 87274           | 2000 PB8   | 3 ago 2000  | Socorro         | LINEAR            | —         | MPC                           |
| 87275           | 2000 PZ8   | 4 ago 2000  | Siding Spring   | R. H. McNaught    | —         | MPC                           |
| 87276           | 2000 PE9   | 6 ago 2000  | Siding Spring   | R. H. McNaught    | —         | MPC                           |
| 87277           | 2000 PR11  | 1 ago 2000  | Socorro         | LINEAR            | Phocaea   | MPC                           |
| 87278           | 2000 PT11  | 1 ago 2000  | Socorro         | LINEAR            | —         | MPC                           |
| 87279           | 2000 PX11  | 1 ago 2000  | Socorro         | LINEAR            | —         | MPC                           |
| 87280           | 2000 PF12  | 1 ago 2000  | Socorro         | LINEAR            | Pallas    | MPC                           |
| 87281           | 2000 PV12  | 8 ago 2000  | Socorro         | LINEAR            | —         | MPC                           |
| 87282           | 2000 PW12  | 8 ago 2000  | Socorro         | LINEAR            | —         | MPC                           |
| 87283           | 2000 PX12  | 8 ago 2000  | Socorro         | LINEAR            | —         | MPC                           |
| 87284           | 2000 PE14  | 1 ago 2000  | Socorro         | LINEAR            | —         | MPC                           |
| 87285           | 2000 PT14  | 1 ago 2000  | Socorro         | LINEAR            | —         | MPC                           |
| 87286           | 2000 PW14  | 1 ago 2000  | Socorro         | LINEAR            | —         | MPC                           |
| 87287           | 2000 PR16  | 1 ago 2000  | Socorro         | LINEAR            | —         | MPC                           |
| 87288           | 2000 PY16  | 1 ago 2000  | Socorro         | LINEAR            | —         | MPC                           |
| 87289           | 2000 PC17  | 1 ago 2000  | Socorro         | LINEAR            | Themis    | MPC                           |
| 87290           | 2000 PF18  | 1 ago 2000  | Socorro         | LINEAR            | —         | MPC                           |
| 87291           | 2000 PG18  | 1 ago 2000  | Socorro         | LINEAR            | —         | MPC                           |
| 87292           | 2000 PZ19  | 1 ago 2000  | Socorro         | LINEAR            | —         | MPC                           |
| 87293           | 2000 PK20  | 1 ago 2000  | Socorro         | LINEAR            | —         | MPC                           |
| 87294           | 2000 PR20  | 1 ago 2000  | Socorro         | LINEAR            | —         | MPC                           |
| 87295           | 2000 PT20  | 1 ago 2000  | Socorro         | LINEAR            | —         | MPC                           |
| 87296           | 2000 PK23  | 2 ago 2000  | Socorro         | LINEAR            | —         | MPC                           |
| 87297           | 2000 PL23  | 2 ago 2000  | Socorro         | LINEAR            | —         | MPC                           |
| 87298           | 2000 PA24  | 2 ago 2000  | Socorro         | LINEAR            | —         | MPC                           |
| 87299           | 2000 PU24  | 3 ago 2000  | Socorro         | LINEAR            | —         | MPC                           |
| 87300           | 2000 PF25  | 3 ago 2000  | Socorro         | LINEAR            | —         | MPC                           |

## 87301–87400
| Designação        | Designação | Descoberta  | Descoberta      | Descobridor(es) | Categoria | Mais informações / Referência |
| Permanente        | Provisória | Data        | Local           | Descobridor(es) | Categoria | Mais informações / Referência |
| ----------------- | ---------- | ----------- | --------------- | --------------- | --------- | ----------------------------- |
| 87301             | 2000 PT25  | 4 ago 2000  | Socorro         | LINEAR          | —         | MPC                           |
| 87302             | 2000 PV25  | 4 ago 2000  | Socorro         | LINEAR          | —         | MPC                           |
| 87303             | 2000 PJ26  | 5 ago 2000  | Haleakalā       | NEAT            | —         | MPC                           |
| 87304             | 2000 PY26  | 9 ago 2000  | Socorro         | LINEAR          | —         | MPC                           |
| 87305             | 2000 PB27  | 9 ago 2000  | Socorro         | LINEAR          | —         | MPC                           |
| 87306             | 2000 PR27  | 10 ago 2000 | Socorro         | LINEAR          | —         | MPC                           |
| 87307             | 2000 PA28  | 7 ago 2000  | Bisei SG Center | BATTeRS         | —         | MPC                           |
| 87308             | 2000 PY28  | 2 ago 2000  | Socorro         | LINEAR          | —         | MPC                           |
| 87309             | 2000 QP    | 21 ago 2000 | Socorro         | LINEAR          | —         | MPC                           |
| 87310             | 2000 QE1   | 23 ago 2000 | Reedy Creek     | J. Broughton    | —         | MPC                           |
| 87311             | 2000 QJ1   | 21 ago 2000 | Anderson Mesa   | LONEOS          | —         | MPC                           |
| 87312 Akirasuzuki | 2000 QK1   | 23 ago 2000 | Bisei SG Center | BATTeRS         | Phocaea   | MPC                           |
| 87313             | 2000 QB3   | 24 ago 2000 | Socorro         | LINEAR          | —         | MPC                           |
| 87314             | 2000 QJ3   | 24 ago 2000 | Socorro         | LINEAR          | —         | MPC                           |
| 87315             | 2000 QV4   | 24 ago 2000 | Socorro         | LINEAR          | —         | MPC                           |
| 87316             | 2000 QL5   | 24 ago 2000 | Socorro         | LINEAR          | —         | MPC                           |
| 87317             | 2000 QM5   | 24 ago 2000 | Socorro         | LINEAR          | —         | MPC                           |
| 87318             | 2000 QS8   | 24 ago 2000 | Črni Vrh        | Črni Vrh        | —         | MPC                           |
| 87319             | 2000 QD9   | 25 ago 2000 | Črni Vrh        | Črni Vrh        | —         | MPC                           |
| 87320             | 2000 QX9   | 24 ago 2000 | Socorro         | LINEAR          | —         | MPC                           |
| 87321             | 2000 QA10  | 24 ago 2000 | Socorro         | LINEAR          | —         | MPC                           |
| 87322             | 2000 QX10  | 24 ago 2000 | Socorro         | LINEAR          | —         | MPC                           |
| 87323             | 2000 QB11  | 24 ago 2000 | Socorro         | LINEAR          | —         | MPC                           |
| 87324             | 2000 QH11  | 24 ago 2000 | Socorro         | LINEAR          | —         | MPC                           |
| 87325             | 2000 QM11  | 24 ago 2000 | Socorro         | LINEAR          | —         | MPC                           |
| 87326             | 2000 QV13  | 24 ago 2000 | Socorro         | LINEAR          | —         | MPC                           |
| 87327             | 2000 QZ16  | 24 ago 2000 | Socorro         | LINEAR          | —         | MPC                           |
| 87328             | 2000 QC17  | 24 ago 2000 | Socorro         | LINEAR          | —         | MPC                           |
| 87329             | 2000 QO17  | 24 ago 2000 | Socorro         | LINEAR          | —         | MPC                           |
| 87330             | 2000 QJ18  | 24 ago 2000 | Socorro         | LINEAR          | —         | MPC                           |
| 87331             | 2000 QX18  | 24 ago 2000 | Socorro         | LINEAR          | —         | MPC                           |
| 87332             | 2000 QF19  | 24 ago 2000 | Socorro         | LINEAR          | —         | MPC                           |
| 87333             | 2000 QB20  | 24 ago 2000 | Socorro         | LINEAR          | —         | MPC                           |
| 87334             | 2000 QK20  | 24 ago 2000 | Socorro         | LINEAR          | —         | MPC                           |
| 87335             | 2000 QB21  | 24 ago 2000 | Socorro         | LINEAR          | Pallas    | MPC                           |
| 87336             | 2000 QA22  | 24 ago 2000 | Socorro         | LINEAR          | —         | MPC                           |
| 87337             | 2000 QE22  | 24 ago 2000 | Socorro         | LINEAR          | —         | MPC                           |
| 87338             | 2000 QP22  | 25 ago 2000 | Socorro         | LINEAR          | —         | MPC                           |
| 87339             | 2000 QQ22  | 25 ago 2000 | Socorro         | LINEAR          | —         | MPC                           |
| 87340             | 2000 QB23  | 25 ago 2000 | Socorro         | LINEAR          | —         | MPC                           |
| 87341             | 2000 QF23  | 25 ago 2000 | Socorro         | LINEAR          | —         | MPC                           |
| 87342             | 2000 QR23  | 25 ago 2000 | Socorro         | LINEAR          | —         | MPC                           |
| 87343             | 2000 QH25  | 25 ago 2000 | Socorro         | LINEAR          | —         | MPC                           |
| 87344             | 2000 QM25  | 26 ago 2000 | Socorro         | LINEAR          | Eos       | MPC                           |
| 87345             | 2000 QX25  | 26 ago 2000 | Socorro         | LINEAR          | —         | MPC                           |
| 87346             | 2000 QZ27  | 24 ago 2000 | Socorro         | LINEAR          | —         | MPC                           |
| 87347             | 2000 QR28  | 24 ago 2000 | Socorro         | LINEAR          | Phocaea   | MPC                           |
| 87348             | 2000 QR29  | 24 ago 2000 | Socorro         | LINEAR          | —         | MPC                           |
| 87349             | 2000 QU29  | 25 ago 2000 | Socorro         | LINEAR          | —         | MPC                           |
| 87350             | 2000 QW29  | 25 ago 2000 | Socorro         | LINEAR          | —         | MPC                           |
| 87351             | 2000 QE31  | 26 ago 2000 | Socorro         | LINEAR          | —         | MPC                           |
| 87352             | 2000 QJ32  | 26 ago 2000 | Socorro         | LINEAR          | —         | MPC                           |
| 87353             | 2000 QQ32  | 26 ago 2000 | Socorro         | LINEAR          | Phocaea   | MPC                           |
| 87354             | 2000 QR33  | 26 ago 2000 | Socorro         | LINEAR          | —         | MPC                           |
| 87355             | 2000 QC36  | 24 ago 2000 | Socorro         | LINEAR          | —         | MPC                           |
| 87356             | 2000 QU36  | 24 ago 2000 | Socorro         | LINEAR          | —         | MPC                           |
| 87357             | 2000 QN37  | 24 ago 2000 | Socorro         | LINEAR          | —         | MPC                           |
| 87358             | 2000 QZ37  | 24 ago 2000 | Socorro         | LINEAR          | —         | MPC                           |
| 87359             | 2000 QQ39  | 24 ago 2000 | Socorro         | LINEAR          | —         | MPC                           |
| 87360             | 2000 QK42  | 24 ago 2000 | Socorro         | LINEAR          | —         | MPC                           |
| 87361             | 2000 QK43  | 24 ago 2000 | Socorro         | LINEAR          | —         | MPC                           |
| 87362             | 2000 QS45  | 24 ago 2000 | Socorro         | LINEAR          | —         | MPC                           |
| 87363             | 2000 QX45  | 24 ago 2000 | Socorro         | LINEAR          | —         | MPC                           |
| 87364             | 2000 QA46  | 24 ago 2000 | Socorro         | LINEAR          | —         | MPC                           |
| 87365             | 2000 QL46  | 24 ago 2000 | Socorro         | LINEAR          | Mitidika  | MPC                           |
| 87366             | 2000 QA47  | 24 ago 2000 | Socorro         | LINEAR          | —         | MPC                           |
| 87367             | 2000 QK47  | 24 ago 2000 | Socorro         | LINEAR          | —         | MPC                           |
| 87368             | 2000 QT48  | 24 ago 2000 | Socorro         | LINEAR          | —         | MPC                           |
| 87369             | 2000 QB49  | 24 ago 2000 | Socorro         | LINEAR          | —         | MPC                           |
| 87370             | 2000 QY50  | 24 ago 2000 | Socorro         | LINEAR          | Phocaea   | MPC                           |
| 87371             | 2000 QD52  | 24 ago 2000 | Socorro         | LINEAR          | —         | MPC                           |
| 87372             | 2000 QP53  | 25 ago 2000 | Socorro         | LINEAR          | Mitidika  | MPC                           |
| 87373             | 2000 QN54  | 25 ago 2000 | Socorro         | LINEAR          | —         | MPC                           |
| 87374             | 2000 QY54  | 25 ago 2000 | Socorro         | LINEAR          | —         | MPC                           |
| 87375             | 2000 QN55  | 25 ago 2000 | Socorro         | LINEAR          | —         | MPC                           |
| 87376             | 2000 QN57  | 26 ago 2000 | Socorro         | LINEAR          | —         | MPC                           |
| 87377             | 2000 QS58  | 26 ago 2000 | Socorro         | LINEAR          | —         | MPC                           |
| 87378             | 2000 QQ59  | 26 ago 2000 | Socorro         | LINEAR          | —         | MPC                           |
| 87379             | 2000 QU59  | 26 ago 2000 | Socorro         | LINEAR          | —         | MPC                           |
| 87380             | 2000 QJ60  | 26 ago 2000 | Socorro         | LINEAR          | —         | MPC                           |
| 87381             | 2000 QE62  | 28 ago 2000 | Socorro         | LINEAR          | —         | MPC                           |
| 87382             | 2000 QF62  | 28 ago 2000 | Socorro         | LINEAR          | —         | MPC                           |
| 87383             | 2000 QU62  | 28 ago 2000 | Socorro         | LINEAR          | —         | MPC                           |
| 87384             | 2000 QT63  | 28 ago 2000 | Socorro         | LINEAR          | —         | MPC                           |
| 87385             | 2000 QV63  | 28 ago 2000 | Socorro         | LINEAR          | —         | MPC                           |
| 87386             | 2000 QG65  | 28 ago 2000 | Socorro         | LINEAR          | —         | MPC                           |
| 87387             | 2000 QW65  | 28 ago 2000 | Socorro         | LINEAR          | —         | MPC                           |
| 87388             | 2000 QL66  | 28 ago 2000 | Socorro         | LINEAR          | —         | MPC                           |
| 87389             | 2000 QT66  | 28 ago 2000 | Socorro         | LINEAR          | —         | MPC                           |
| 87390             | 2000 QN67  | 28 ago 2000 | Socorro         | LINEAR          | —         | MPC                           |
| 87391             | 2000 QY67  | 28 ago 2000 | Socorro         | LINEAR          | —         | MPC                           |
| 87392             | 2000 QB69  | 29 ago 2000 | Reedy Creek     | J. Broughton    | —         | MPC                           |
| 87393             | 2000 QA71  | 27 ago 2000 | Needville       | Needville Obs.  | —         | MPC                           |
| 87394             | 2000 QF72  | 24 ago 2000 | Socorro         | LINEAR          | —         | MPC                           |
| 87395             | 2000 QP72  | 24 ago 2000 | Socorro         | LINEAR          | —         | MPC                           |
| 87396             | 2000 QT72  | 24 ago 2000 | Socorro         | LINEAR          | —         | MPC                           |
| 87397             | 2000 QB73  | 24 ago 2000 | Socorro         | LINEAR          | —         | MPC                           |
| 87398             | 2000 QD73  | 24 ago 2000 | Socorro         | LINEAR          | Phocaea   | MPC                           |
| 87399             | 2000 QR73  | 24 ago 2000 | Socorro         | LINEAR          | —         | MPC                           |
| 87400             | 2000 QW73  | 24 ago 2000 | Socorro         | LINEAR          | —         | MPC                           |

## 87401–87500
| Designação | Designação | Descoberta  | Descoberta  | Descobridor(es) | Categoria | Mais informações / Referência |
| Permanente | Provisória | Data        | Local       | Descobridor(es) | Categoria | Mais informações / Referência |
| ---------- | ---------- | ----------- | ----------- | --------------- | --------- | ----------------------------- |
| 87401      | 2000 QS74  | 24 ago 2000 | Socorro     | LINEAR          | —         | MPC                           |
| 87402      | 2000 QE75  | 24 ago 2000 | Socorro     | LINEAR          | —         | MPC                           |
| 87403      | 2000 QH76  | 24 ago 2000 | Socorro     | LINEAR          | —         | MPC                           |
| 87404      | 2000 QK76  | 24 ago 2000 | Socorro     | LINEAR          | —         | MPC                           |
| 87405      | 2000 QP77  | 24 ago 2000 | Socorro     | LINEAR          | —         | MPC                           |
| 87406      | 2000 QC83  | 24 ago 2000 | Socorro     | LINEAR          | —         | MPC                           |
| 87407      | 2000 QJ83  | 24 ago 2000 | Socorro     | LINEAR          | —         | MPC                           |
| 87408      | 2000 QN83  | 24 ago 2000 | Socorro     | LINEAR          | —         | MPC                           |
| 87409      | 2000 QU85  | 25 ago 2000 | Socorro     | LINEAR          | Ursula    | MPC                           |
| 87410      | 2000 QY86  | 25 ago 2000 | Socorro     | LINEAR          | —         | MPC                           |
| 87411      | 2000 QC88  | 25 ago 2000 | Socorro     | LINEAR          | Phocaea   | MPC                           |
| 87412      | 2000 QE88  | 25 ago 2000 | Socorro     | LINEAR          | —         | MPC                           |
| 87413      | 2000 QU89  | 25 ago 2000 | Socorro     | LINEAR          | —         | MPC                           |
| 87414      | 2000 QB90  | 25 ago 2000 | Socorro     | LINEAR          | —         | MPC                           |
| 87415      | 2000 QA92  | 25 ago 2000 | Socorro     | LINEAR          | —         | MPC                           |
| 87416      | 2000 QM92  | 25 ago 2000 | Socorro     | LINEAR          | —         | MPC                           |
| 87417      | 2000 QM93  | 26 ago 2000 | Socorro     | LINEAR          | —         | MPC                           |
| 87418      | 2000 QZ94  | 26 ago 2000 | Socorro     | LINEAR          | —         | MPC                           |
| 87419      | 2000 QM95  | 26 ago 2000 | Socorro     | LINEAR          | —         | MPC                           |
| 87420      | 2000 QN95  | 26 ago 2000 | Socorro     | LINEAR          | —         | MPC                           |
| 87421      | 2000 QS97  | 28 ago 2000 | Socorro     | LINEAR          | —         | MPC                           |
| 87422      | 2000 QE99  | 28 ago 2000 | Socorro     | LINEAR          | —         | MPC                           |
| 87423      | 2000 QW99  | 28 ago 2000 | Socorro     | LINEAR          | Eos       | MPC                           |
| 87424      | 2000 QY99  | 28 ago 2000 | Socorro     | LINEAR          | —         | MPC                           |
| 87425      | 2000 QJ100 | 28 ago 2000 | Socorro     | LINEAR          | —         | MPC                           |
| 87426      | 2000 QH101 | 28 ago 2000 | Socorro     | LINEAR          | —         | MPC                           |
| 87427      | 2000 QE102 | 28 ago 2000 | Socorro     | LINEAR          | —         | MPC                           |
| 87428      | 2000 QY102 | 28 ago 2000 | Socorro     | LINEAR          | —         | MPC                           |
| 87429      | 2000 QM103 | 28 ago 2000 | Socorro     | LINEAR          | —         | MPC                           |
| 87430      | 2000 QG104 | 28 ago 2000 | Socorro     | LINEAR          | —         | MPC                           |
| 87431      | 2000 QE105 | 28 ago 2000 | Socorro     | LINEAR          | Brangane  | MPC                           |
| 87432      | 2000 QG105 | 28 ago 2000 | Socorro     | LINEAR          | —         | MPC                           |
| 87433      | 2000 QM105 | 28 ago 2000 | Socorro     | LINEAR          | —         | MPC                           |
| 87434      | 2000 QX105 | 28 ago 2000 | Socorro     | LINEAR          | —         | MPC                           |
| 87435      | 2000 QH106 | 29 ago 2000 | Socorro     | LINEAR          | —         | MPC                           |
| 87436      | 2000 QO106 | 29 ago 2000 | Socorro     | LINEAR          | —         | MPC                           |
| 87437      | 2000 QC107 | 29 ago 2000 | Socorro     | LINEAR          | —         | MPC                           |
| 87438      | 2000 QH107 | 29 ago 2000 | Socorro     | LINEAR          | —         | MPC                           |
| 87439      | 2000 QZ108 | 29 ago 2000 | Socorro     | LINEAR          | Ursula    | MPC                           |
| 87440      | 2000 QA110 | 24 ago 2000 | Socorro     | LINEAR          | —         | MPC                           |
| 87441      | 2000 QE110 | 24 ago 2000 | Socorro     | LINEAR          | —         | MPC                           |
| 87442      | 2000 QZ110 | 24 ago 2000 | Socorro     | LINEAR          | —         | MPC                           |
| 87443      | 2000 QL111 | 24 ago 2000 | Socorro     | LINEAR          | —         | MPC                           |
| 87444      | 2000 QZ111 | 24 ago 2000 | Socorro     | LINEAR          | —         | MPC                           |
| 87445      | 2000 QM113 | 24 ago 2000 | Socorro     | LINEAR          | —         | MPC                           |
| 87446      | 2000 QO113 | 24 ago 2000 | Socorro     | LINEAR          | —         | MPC                           |
| 87447      | 2000 QR116 | 28 ago 2000 | Socorro     | LINEAR          | —         | MPC                           |
| 87448      | 2000 QA118 | 25 ago 2000 | Socorro     | LINEAR          | —         | MPC                           |
| 87449      | 2000 QF119 | 25 ago 2000 | Socorro     | LINEAR          | —         | MPC                           |
| 87450      | 2000 QB120 | 25 ago 2000 | Socorro     | LINEAR          | —         | MPC                           |
| 87451      | 2000 QD120 | 25 ago 2000 | Socorro     | LINEAR          | —         | MPC                           |
| 87452      | 2000 QD121 | 25 ago 2000 | Socorro     | LINEAR          | —         | MPC                           |
| 87453      | 2000 QE121 | 25 ago 2000 | Socorro     | LINEAR          | —         | MPC                           |
| 87454      | 2000 QG121 | 25 ago 2000 | Socorro     | LINEAR          | —         | MPC                           |
| 87455      | 2000 QK122 | 25 ago 2000 | Socorro     | LINEAR          | —         | MPC                           |
| 87456      | 2000 QM122 | 25 ago 2000 | Socorro     | LINEAR          | —         | MPC                           |
| 87457      | 2000 QR123 | 25 ago 2000 | Socorro     | LINEAR          | —         | MPC                           |
| 87458      | 2000 QK124 | 28 ago 2000 | Socorro     | LINEAR          | —         | MPC                           |
| 87459      | 2000 QL125 | 31 ago 2000 | Socorro     | LINEAR          | —         | MPC                           |
| 87460      | 2000 QR126 | 31 ago 2000 | Socorro     | LINEAR          | —         | MPC                           |
| 87461      | 2000 QD127 | 24 ago 2000 | Socorro     | LINEAR          | —         | MPC                           |
| 87462      | 2000 QS127 | 24 ago 2000 | Socorro     | LINEAR          | —         | MPC                           |
| 87463      | 2000 QT128 | 25 ago 2000 | Socorro     | LINEAR          | —         | MPC                           |
| 87464      | 2000 QV129 | 31 ago 2000 | Reedy Creek | J. Broughton    | —         | MPC                           |
| 87465      | 2000 QU130 | 24 ago 2000 | Socorro     | LINEAR          | —         | MPC                           |
| 87466      | 2000 QX130 | 24 ago 2000 | Socorro     | LINEAR          | —         | MPC                           |
| 87467      | 2000 QC131 | 24 ago 2000 | Socorro     | LINEAR          | —         | MPC                           |
| 87468      | 2000 QF131 | 24 ago 2000 | Socorro     | LINEAR          | —         | MPC                           |
| 87469      | 2000 QT131 | 25 ago 2000 | Socorro     | LINEAR          | —         | MPC                           |
| 87470      | 2000 QM133 | 26 ago 2000 | Socorro     | LINEAR          | —         | MPC                           |
| 87471      | 2000 QL134 | 26 ago 2000 | Socorro     | LINEAR          | —         | MPC                           |
| 87472      | 2000 QU135 | 26 ago 2000 | Socorro     | LINEAR          | —         | MPC                           |
| 87473      | 2000 QK137 | 31 ago 2000 | Socorro     | LINEAR          | —         | MPC                           |
| 87474      | 2000 QF139 | 31 ago 2000 | Socorro     | LINEAR          | —         | MPC                           |
| 87475      | 2000 QM139 | 31 ago 2000 | Socorro     | LINEAR          | —         | MPC                           |
| 87476      | 2000 QH140 | 31 ago 2000 | Socorro     | LINEAR          | —         | MPC                           |
| 87477      | 2000 QN140 | 31 ago 2000 | Socorro     | LINEAR          | —         | MPC                           |
| 87478      | 2000 QM141 | 31 ago 2000 | Socorro     | LINEAR          | —         | MPC                           |
| 87479      | 2000 QB143 | 31 ago 2000 | Socorro     | LINEAR          | —         | MPC                           |
| 87480      | 2000 QZ143 | 31 ago 2000 | Socorro     | LINEAR          | —         | MPC                           |
| 87481      | 2000 QC144 | 31 ago 2000 | Socorro     | LINEAR          | —         | MPC                           |
| 87482      | 2000 QJ146 | 31 ago 2000 | Socorro     | LINEAR          | —         | MPC                           |
| 87483      | 2000 QN149 | 24 ago 2000 | Socorro     | LINEAR          | —         | MPC                           |
| 87484      | 2000 QD150 | 25 ago 2000 | Socorro     | LINEAR          | —         | MPC                           |
| 87485      | 2000 QT150 | 25 ago 2000 | Socorro     | LINEAR          | —         | MPC                           |
| 87486      | 2000 QQ153 | 29 ago 2000 | Socorro     | LINEAR          | Phocaea   | MPC                           |
| 87487      | 2000 QY153 | 31 ago 2000 | Socorro     | LINEAR          | —         | MPC                           |
| 87488      | 2000 QG154 | 31 ago 2000 | Socorro     | LINEAR          | —         | MPC                           |
| 87489      | 2000 QJ156 | 31 ago 2000 | Socorro     | LINEAR          | —         | MPC                           |
| 87490      | 2000 QN156 | 31 ago 2000 | Socorro     | LINEAR          | —         | MPC                           |
| 87491      | 2000 QE157 | 31 ago 2000 | Socorro     | LINEAR          | —         | MPC                           |
| 87492      | 2000 QP158 | 31 ago 2000 | Socorro     | LINEAR          | —         | MPC                           |
| 87493      | 2000 QM159 | 31 ago 2000 | Socorro     | LINEAR          | —         | MPC                           |
| 87494      | 2000 QC161 | 31 ago 2000 | Socorro     | LINEAR          | Brangane  | MPC                           |
| 87495      | 2000 QH162 | 31 ago 2000 | Socorro     | LINEAR          | —         | MPC                           |
| 87496      | 2000 QJ162 | 31 ago 2000 | Socorro     | LINEAR          | —         | MPC                           |
| 87497      | 2000 QX165 | 31 ago 2000 | Socorro     | LINEAR          | —         | MPC                           |
| 87498      | 2000 QX166 | 31 ago 2000 | Socorro     | LINEAR          | —         | MPC                           |
| 87499      | 2000 QE167 | 31 ago 2000 | Socorro     | LINEAR          | —         | MPC                           |
| 87500      | 2000 QS167 | 31 ago 2000 | Socorro     | LINEAR          | —         | MPC                           |

## 87501–87600
| Designação | Designação | Descoberta  | Descoberta    | Descobridor(es)   | Categoria | Mais informações / Referência |
| Permanente | Provisória | Data        | Local         | Descobridor(es)   | Categoria | Mais informações / Referência |
| ---------- | ---------- | ----------- | ------------- | ----------------- | --------- | ----------------------------- |
| 87501      | 2000 QD169 | 31 ago 2000 | Socorro       | LINEAR            | —         | MPC                           |
| 87502      | 2000 QC173 | 31 ago 2000 | Socorro       | LINEAR            | —         | MPC                           |
| 87503      | 2000 QH173 | 31 ago 2000 | Socorro       | LINEAR            | —         | MPC                           |
| 87504      | 2000 QB174 | 31 ago 2000 | Socorro       | LINEAR            | —         | MPC                           |
| 87505      | 2000 QD174 | 31 ago 2000 | Socorro       | LINEAR            | —         | MPC                           |
| 87506      | 2000 QG174 | 31 ago 2000 | Socorro       | LINEAR            | —         | MPC                           |
| 87507      | 2000 QY175 | 31 ago 2000 | Socorro       | LINEAR            | —         | MPC                           |
| 87508      | 2000 QE176 | 31 ago 2000 | Socorro       | LINEAR            | —         | MPC                           |
| 87509      | 2000 QT181 | 31 ago 2000 | Socorro       | LINEAR            | —         | MPC                           |
| 87510      | 2000 QJ183 | 24 ago 2000 | Socorro       | LINEAR            | —         | MPC                           |
| 87511      | 2000 QA184 | 26 ago 2000 | Socorro       | LINEAR            | —         | MPC                           |
| 87512      | 2000 QZ184 | 26 ago 2000 | Socorro       | LINEAR            | —         | MPC                           |
| 87513      | 2000 QD188 | 26 ago 2000 | Socorro       | LINEAR            | —         | MPC                           |
| 87514      | 2000 QB190 | 26 ago 2000 | Socorro       | LINEAR            | —         | MPC                           |
| 87515      | 2000 QG190 | 26 ago 2000 | Socorro       | LINEAR            | —         | MPC                           |
| 87516      | 2000 QU190 | 26 ago 2000 | Socorro       | LINEAR            | —         | MPC                           |
| 87517      | 2000 QB191 | 26 ago 2000 | Socorro       | LINEAR            | —         | MPC                           |
| 87518      | 2000 QM191 | 26 ago 2000 | Socorro       | LINEAR            | —         | MPC                           |
| 87519      | 2000 QO191 | 26 ago 2000 | Socorro       | LINEAR            | —         | MPC                           |
| 87520      | 2000 QL192 | 26 ago 2000 | Socorro       | LINEAR            | —         | MPC                           |
| 87521      | 2000 QM192 | 26 ago 2000 | Socorro       | LINEAR            | —         | MPC                           |
| 87522      | 2000 QK193 | 29 ago 2000 | Socorro       | LINEAR            | —         | MPC                           |
| 87523      | 2000 QS193 | 29 ago 2000 | Socorro       | LINEAR            | Chloris   | MPC                           |
| 87524      | 2000 QQ197 | 29 ago 2000 | Socorro       | LINEAR            | Phocaea   | MPC                           |
| 87525      | 2000 QV197 | 29 ago 2000 | Socorro       | LINEAR            | —         | MPC                           |
| 87526      | 2000 QK198 | 29 ago 2000 | Socorro       | LINEAR            | —         | MPC                           |
| 87527      | 2000 QO198 | 29 ago 2000 | Socorro       | LINEAR            | —         | MPC                           |
| 87528      | 2000 QP198 | 29 ago 2000 | Socorro       | LINEAR            | —         | MPC                           |
| 87529      | 2000 QZ199 | 29 ago 2000 | Socorro       | LINEAR            | —         | MPC                           |
| 87530      | 2000 QG200 | 29 ago 2000 | Socorro       | LINEAR            | —         | MPC                           |
| 87531      | 2000 QJ200 | 29 ago 2000 | Socorro       | LINEAR            | —         | MPC                           |
| 87532      | 2000 QX201 | 29 ago 2000 | Socorro       | LINEAR            | Ursula    | MPC                           |
| 87533      | 2000 QG203 | 29 ago 2000 | Socorro       | LINEAR            | —         | MPC                           |
| 87534      | 2000 QR203 | 29 ago 2000 | Socorro       | LINEAR            | Phocaea   | MPC                           |
| 87535      | 2000 QY203 | 29 ago 2000 | Socorro       | LINEAR            | —         | MPC                           |
| 87536      | 2000 QZ203 | 29 ago 2000 | Socorro       | LINEAR            | —         | MPC                           |
| 87537      | 2000 QX205 | 31 ago 2000 | Socorro       | LINEAR            | —         | MPC                           |
| 87538      | 2000 QA206 | 31 ago 2000 | Socorro       | LINEAR            | —         | MPC                           |
| 87539      | 2000 QY206 | 31 ago 2000 | Socorro       | LINEAR            | —         | MPC                           |
| 87540      | 2000 QB207 | 31 ago 2000 | Socorro       | LINEAR            | —         | MPC                           |
| 87541      | 2000 QG208 | 31 ago 2000 | Socorro       | LINEAR            | —         | MPC                           |
| 87542      | 2000 QA214 | 31 ago 2000 | Socorro       | LINEAR            | —         | MPC                           |
| 87543      | 2000 QA215 | 31 ago 2000 | Socorro       | LINEAR            | —         | MPC                           |
| 87544      | 2000 QL217 | 31 ago 2000 | Socorro       | LINEAR            | —         | MPC                           |
| 87545      | 2000 QB218 | 31 ago 2000 | Socorro       | LINEAR            | Brangane  | MPC                           |
| 87546      | 2000 QE218 | 31 ago 2000 | Socorro       | LINEAR            | —         | MPC                           |
| 87547      | 2000 QZ219 | 21 ago 2000 | Anderson Mesa | LONEOS            | —         | MPC                           |
| 87548      | 2000 QC222 | 21 ago 2000 | Anderson Mesa | LONEOS            | —         | MPC                           |
| 87549      | 2000 QW222 | 21 ago 2000 | Anderson Mesa | LONEOS            | —         | MPC                           |
| 87550      | 2000 QU224 | 26 ago 2000 | Haleakalā     | NEAT              | Brangane  | MPC                           |
| 87551      | 2000 QC227 | 31 ago 2000 | Socorro       | LINEAR            | —         | MPC                           |
| 87552      | 2000 QV227 | 31 ago 2000 | Socorro       | LINEAR            | —         | MPC                           |
| 87553      | 2000 QO229 | 31 ago 2000 | Socorro       | LINEAR            | —         | MPC                           |
| 87554      | 2000 QM231 | 29 ago 2000 | Socorro       | LINEAR            | —         | MPC                           |
| 87555      | 2000 QB243 | 25 ago 2000 | Cerro Tololo  | Cerro Tololo Obs. | —         | MPC                           |
| 87556      | 2000 RL1   | 1 set 2000  | Socorro       | LINEAR            | —         | MPC                           |
| 87557      | 2000 RX1   | 1 set 2000  | Socorro       | LINEAR            | —         | MPC                           |
| 87558      | 2000 RL3   | 1 set 2000  | Socorro       | LINEAR            | —         | MPC                           |
| 87559      | 2000 RC4   | 1 set 2000  | Socorro       | LINEAR            | —         | MPC                           |
| 87560      | 2000 RE4   | 1 set 2000  | Socorro       | LINEAR            | —         | MPC                           |
| 87561      | 2000 RM4   | 1 set 2000  | Socorro       | LINEAR            | —         | MPC                           |
| 87562      | 2000 RZ5   | 1 set 2000  | Socorro       | LINEAR            | —         | MPC                           |
| 87563      | 2000 RP6   | 1 set 2000  | Socorro       | LINEAR            | —         | MPC                           |
| 87564      | 2000 RQ9   | 1 set 2000  | Socorro       | LINEAR            | —         | MPC                           |
| 87565      | 2000 RE10  | 1 set 2000  | Socorro       | LINEAR            | —         | MPC                           |
| 87566      | 2000 RO10  | 1 set 2000  | Socorro       | LINEAR            | —         | MPC                           |
| 87567      | 2000 RC11  | 1 set 2000  | Socorro       | LINEAR            | —         | MPC                           |
| 87568      | 2000 RW11  | 3 set 2000  | Socorro       | LINEAR            | —         | MPC                           |
| 87569      | 2000 RS12  | 1 set 2000  | Socorro       | LINEAR            | —         | MPC                           |
| 87570      | 2000 RB13  | 1 set 2000  | Socorro       | LINEAR            | —         | MPC                           |
| 87571      | 2000 RS13  | 1 set 2000  | Socorro       | LINEAR            | —         | MPC                           |
| 87572      | 2000 RF14  | 1 set 2000  | Socorro       | LINEAR            | Phocaea   | MPC                           |
| 87573      | 2000 RH14  | 1 set 2000  | Socorro       | LINEAR            | Brangane  | MPC                           |
| 87574      | 2000 RK14  | 1 set 2000  | Socorro       | LINEAR            | —         | MPC                           |
| 87575      | 2000 RN14  | 1 set 2000  | Socorro       | LINEAR            | Brangane  | MPC                           |
| 87576      | 2000 RY14  | 1 set 2000  | Socorro       | LINEAR            | —         | MPC                           |
| 87577      | 2000 RH15  | 1 set 2000  | Socorro       | LINEAR            | —         | MPC                           |
| 87578      | 2000 RU15  | 1 set 2000  | Socorro       | LINEAR            | —         | MPC                           |
| 87579      | 2000 RX15  | 1 set 2000  | Socorro       | LINEAR            | —         | MPC                           |
| 87580      | 2000 RE16  | 1 set 2000  | Socorro       | LINEAR            | —         | MPC                           |
| 87581      | 2000 RX18  | 1 set 2000  | Socorro       | LINEAR            | —         | MPC                           |
| 87582      | 2000 RP19  | 1 set 2000  | Socorro       | LINEAR            | —         | MPC                           |
| 87583      | 2000 RD20  | 1 set 2000  | Socorro       | LINEAR            | —         | MPC                           |
| 87584      | 2000 RE21  | 1 set 2000  | Socorro       | LINEAR            | Phocaea   | MPC                           |
| 87585      | 2000 RV21  | 1 set 2000  | Socorro       | LINEAR            | —         | MPC                           |
| 87586      | 2000 RJ22  | 1 set 2000  | Socorro       | LINEAR            | —         | MPC                           |
| 87587      | 2000 RL22  | 1 set 2000  | Socorro       | LINEAR            | —         | MPC                           |
| 87588      | 2000 RY22  | 1 set 2000  | Socorro       | LINEAR            | —         | MPC                           |
| 87589      | 2000 RN23  | 1 set 2000  | Socorro       | LINEAR            | —         | MPC                           |
| 87590      | 2000 RO24  | 1 set 2000  | Socorro       | LINEAR            | —         | MPC                           |
| 87591      | 2000 RX26  | 1 set 2000  | Socorro       | LINEAR            | —         | MPC                           |
| 87592      | 2000 RD28  | 1 set 2000  | Socorro       | LINEAR            | Brangane  | MPC                           |
| 87593      | 2000 RE28  | 1 set 2000  | Socorro       | LINEAR            | —         | MPC                           |
| 87594      | 2000 RL29  | 1 set 2000  | Socorro       | LINEAR            | —         | MPC                           |
| 87595      | 2000 RM30  | 1 set 2000  | Socorro       | LINEAR            | —         | MPC                           |
| 87596      | 2000 RG31  | 1 set 2000  | Socorro       | LINEAR            | —         | MPC                           |
| 87597      | 2000 RU32  | 1 set 2000  | Socorro       | LINEAR            | —         | MPC                           |
| 87598      | 2000 RY32  | 1 set 2000  | Socorro       | LINEAR            | Eos       | MPC                           |
| 87599      | 2000 RM33  | 1 set 2000  | Socorro       | LINEAR            | —         | MPC                           |
| 87600      | 2000 RF34  | 1 set 2000  | Socorro       | LINEAR            | —         | MPC                           |

## 87601–87700
| Designação | Designação | Descoberta  | Descoberta      | Descobridor(es) | Categoria | Mais informações / Referência |
| Permanente | Provisória | Data        | Local           | Descobridor(es) | Categoria | Mais informações / Referência |
| ---------- | ---------- | ----------- | --------------- | --------------- | --------- | ----------------------------- |
| 87601      | 2000 RP37  | 3 set 2000  | Socorro         | LINEAR          | —         | MPC                           |
| 87602      | 2000 RS38  | 3 set 2000  | Socorro         | LINEAR          | —         | MPC                           |
| 87603      | 2000 RD40  | 3 set 2000  | Socorro         | LINEAR          | —         | MPC                           |
| 87604      | 2000 RF40  | 3 set 2000  | Socorro         | LINEAR          | —         | MPC                           |
| 87605      | 2000 RW41  | 3 set 2000  | Socorro         | LINEAR          | —         | MPC                           |
| 87606      | 2000 RZ43  | 3 set 2000  | Socorro         | LINEAR          | —         | MPC                           |
| 87607      | 2000 RA44  | 3 set 2000  | Socorro         | LINEAR          | —         | MPC                           |
| 87608      | 2000 RC44  | 3 set 2000  | Socorro         | LINEAR          | —         | MPC                           |
| 87609      | 2000 RL44  | 3 set 2000  | Socorro         | LINEAR          | —         | MPC                           |
| 87610      | 2000 RO44  | 3 set 2000  | Socorro         | LINEAR          | —         | MPC                           |
| 87611      | 2000 RP44  | 3 set 2000  | Socorro         | LINEAR          | —         | MPC                           |
| 87612      | 2000 RN45  | 3 set 2000  | Socorro         | LINEAR          | —         | MPC                           |
| 87613      | 2000 RQ45  | 3 set 2000  | Socorro         | LINEAR          | Eos       | MPC                           |
| 87614      | 2000 RX45  | 3 set 2000  | Socorro         | LINEAR          | —         | MPC                           |
| 87615      | 2000 RB47  | 3 set 2000  | Socorro         | LINEAR          | —         | MPC                           |
| 87616      | 2000 RR47  | 3 set 2000  | Socorro         | LINEAR          | —         | MPC                           |
| 87617      | 2000 RB48  | 3 set 2000  | Socorro         | LINEAR          | —         | MPC                           |
| 87618      | 2000 RH48  | 3 set 2000  | Socorro         | LINEAR          | —         | MPC                           |
| 87619      | 2000 RM48  | 3 set 2000  | Socorro         | LINEAR          | —         | MPC                           |
| 87620      | 2000 RO48  | 3 set 2000  | Socorro         | LINEAR          | —         | MPC                           |
| 87621      | 2000 RW48  | 3 set 2000  | Socorro         | LINEAR          | —         | MPC                           |
| 87622      | 2000 RE49  | 5 set 2000  | Socorro         | LINEAR          | —         | MPC                           |
| 87623      | 2000 RH49  | 5 set 2000  | Socorro         | LINEAR          | —         | MPC                           |
| 87624      | 2000 RR51  | 5 set 2000  | Socorro         | LINEAR          | —         | MPC                           |
| 87625      | 2000 RS51  | 5 set 2000  | Socorro         | LINEAR          | —         | MPC                           |
| 87626      | 2000 RB52  | 5 set 2000  | Socorro         | LINEAR          | —         | MPC                           |
| 87627      | 2000 RH52  | 6 set 2000  | Bisei SG Center | BATTeRS         | —         | MPC                           |
| 87628      | 2000 RP54  | 3 set 2000  | Socorro         | LINEAR          | —         | MPC                           |
| 87629      | 2000 RX54  | 3 set 2000  | Socorro         | LINEAR          | —         | MPC                           |
| 87630      | 2000 RE55  | 3 set 2000  | Socorro         | LINEAR          | Phocaea   | MPC                           |
| 87631      | 2000 RB61  | 1 set 2000  | Socorro         | LINEAR          | —         | MPC                           |
| 87632      | 2000 RF64  | 1 set 2000  | Socorro         | LINEAR          | —         | MPC                           |
| 87633      | 2000 RM64  | 1 set 2000  | Socorro         | LINEAR          | —         | MPC                           |
| 87634      | 2000 RR64  | 1 set 2000  | Socorro         | LINEAR          | —         | MPC                           |
| 87635      | 2000 RW66  | 1 set 2000  | Socorro         | LINEAR          | —         | MPC                           |
| 87636      | 2000 RX66  | 1 set 2000  | Socorro         | LINEAR          | —         | MPC                           |
| 87637      | 2000 RD67  | 1 set 2000  | Socorro         | LINEAR          | —         | MPC                           |
| 87638      | 2000 RG67  | 1 set 2000  | Socorro         | LINEAR          | —         | MPC                           |
| 87639      | 2000 RZ67  | 2 set 2000  | Socorro         | LINEAR          | —         | MPC                           |
| 87640      | 2000 RU70  | 2 set 2000  | Socorro         | LINEAR          | —         | MPC                           |
| 87641      | 2000 RC73  | 2 set 2000  | Socorro         | LINEAR          | —         | MPC                           |
| 87642      | 2000 RF73  | 2 set 2000  | Socorro         | LINEAR          | Mitidika  | MPC                           |
| 87643      | 2000 RD76  | 3 set 2000  | Socorro         | LINEAR          | —         | MPC                           |
| 87644      | 2000 RJ77  | 8 set 2000  | Gnosca          | S. Sposetti     | —         | MPC                           |
| 87645      | 2000 RK77  | 9 set 2000  | Gnosca          | S. Sposetti     | —         | MPC                           |
| 87646      | 2000 RB78  | 8 set 2000  | Črni Vrh        | Črni Vrh        | Brangane  | MPC                           |
| 87647      | 2000 RR79  | 1 set 2000  | Socorro         | LINEAR          | —         | MPC                           |
| 87648      | 2000 RB80  | 1 set 2000  | Socorro         | LINEAR          | —         | MPC                           |
| 87649      | 2000 RE80  | 1 set 2000  | Socorro         | LINEAR          | —         | MPC                           |
| 87650      | 2000 RB82  | 1 set 2000  | Socorro         | LINEAR          | —         | MPC                           |
| 87651      | 2000 RT82  | 1 set 2000  | Socorro         | LINEAR          | Phocaea   | MPC                           |
| 87652      | 2000 RK86  | 2 set 2000  | Socorro         | LINEAR          | —         | MPC                           |
| 87653      | 2000 RQ86  | 2 set 2000  | Anderson Mesa   | LONEOS          | —         | MPC                           |
| 87654      | 2000 RE88  | 3 set 2000  | Socorro         | LINEAR          | Brangane  | MPC                           |
| 87655      | 2000 RW88  | 3 set 2000  | Socorro         | LINEAR          | —         | MPC                           |
| 87656      | 2000 RO90  | 3 set 2000  | Socorro         | LINEAR          | —         | MPC                           |
| 87657      | 2000 RC93  | 3 set 2000  | Kitt Peak       | Spacewatch      | Eos       | MPC                           |
| 87658      | 2000 RE93  | 3 set 2000  | Socorro         | LINEAR          | —         | MPC                           |
| 87659      | 2000 RD94  | 4 set 2000  | Anderson Mesa   | LONEOS          | —         | MPC                           |
| 87660      | 2000 RS94  | 4 set 2000  | Anderson Mesa   | LONEOS          | —         | MPC                           |
| 87661      | 2000 RU95  | 4 set 2000  | Anderson Mesa   | LONEOS          | —         | MPC                           |
| 87662      | 2000 RO96  | 4 set 2000  | Haleakalā       | NEAT            | —         | MPC                           |
| 87663      | 2000 RG97  | 5 set 2000  | Anderson Mesa   | LONEOS          | —         | MPC                           |
| 87664      | 2000 RN97  | 5 set 2000  | Anderson Mesa   | LONEOS          | —         | MPC                           |
| 87665      | 2000 RV97  | 5 set 2000  | Anderson Mesa   | LONEOS          | —         | MPC                           |
| 87666      | 2000 RN98  | 5 set 2000  | Anderson Mesa   | LONEOS          | —         | MPC                           |
| 87667      | 2000 RP98  | 5 set 2000  | Anderson Mesa   | LONEOS          | —         | MPC                           |
| 87668      | 2000 RT98  | 5 set 2000  | Anderson Mesa   | LONEOS          | Phocaea   | MPC                           |
| 87669      | 2000 RE99  | 5 set 2000  | Anderson Mesa   | LONEOS          | —         | MPC                           |
| 87670      | 2000 RH99  | 5 set 2000  | Anderson Mesa   | LONEOS          | —         | MPC                           |
| 87671      | 2000 RY99  | 5 set 2000  | Anderson Mesa   | LONEOS          | Phocaea   | MPC                           |
| 87672      | 2000 RN100 | 5 set 2000  | Anderson Mesa   | LONEOS          | Eunomia   | MPC                           |
| 87673      | 2000 RZ100 | 5 set 2000  | Anderson Mesa   | LONEOS          | —         | MPC                           |
| 87674      | 2000 RF101 | 5 set 2000  | Anderson Mesa   | LONEOS          | —         | MPC                           |
| 87675      | 2000 RH101 | 5 set 2000  | Anderson Mesa   | LONEOS          | —         | MPC                           |
| 87676      | 2000 RR101 | 5 set 2000  | Anderson Mesa   | LONEOS          | —         | MPC                           |
| 87677      | 2000 RT102 | 5 set 2000  | Anderson Mesa   | LONEOS          | —         | MPC                           |
| 87678      | 2000 RU103 | 6 set 2000  | Socorro         | LINEAR          | —         | MPC                           |
| 87679      | 2000 RY104 | 6 set 2000  | Socorro         | LINEAR          | —         | MPC                           |
| 87680      | 2000 RJ105 | 7 set 2000  | Socorro         | LINEAR          | —         | MPC                           |
| 87681      | 2000 RL105 | 7 set 2000  | Socorro         | LINEAR          | —         | MPC                           |
| 87682      | 2000 SX1   | 20 set 2000 | Socorro         | LINEAR          | —         | MPC                           |
| 87683      | 2000 SR2   | 19 set 2000 | Haleakalā       | NEAT            | —         | MPC                           |
| 87684      | 2000 SY2   | 20 set 2000 | Socorro         | LINEAR          | —         | MPC                           |
| 87685      | 2000 SR3   | 20 set 2000 | Socorro         | LINEAR          | —         | MPC                           |
| 87686      | 2000 SW6   | 22 set 2000 | Socorro         | LINEAR          | —         | MPC                           |
| 87687      | 2000 SL12  | 20 set 2000 | Socorro         | LINEAR          | —         | MPC                           |
| 87688      | 2000 SP12  | 20 set 2000 | Socorro         | LINEAR          | —         | MPC                           |
| 87689      | 2000 SB13  | 21 set 2000 | Socorro         | LINEAR          | —         | MPC                           |
| 87690      | 2000 SG13  | 21 set 2000 | Socorro         | LINEAR          | —         | MPC                           |
| 87691      | 2000 SH13  | 21 set 2000 | Socorro         | LINEAR          | —         | MPC                           |
| 87692      | 2000 SS13  | 21 set 2000 | Socorro         | LINEAR          | —         | MPC                           |
| 87693      | 2000 SV13  | 21 set 2000 | Socorro         | LINEAR          | —         | MPC                           |
| 87694      | 2000 SX13  | 22 set 2000 | Socorro         | LINEAR          | —         | MPC                           |
| 87695      | 2000 SM14  | 23 set 2000 | Socorro         | LINEAR          | —         | MPC                           |
| 87696      | 2000 SQ14  | 23 set 2000 | Socorro         | LINEAR          | —         | MPC                           |
| 87697      | 2000 SA15  | 23 set 2000 | Socorro         | LINEAR          | —         | MPC                           |
| 87698      | 2000 SK15  | 23 set 2000 | Socorro         | LINEAR          | —         | MPC                           |
| 87699      | 2000 SP17  | 23 set 2000 | Socorro         | LINEAR          | —         | MPC                           |
| 87700      | 2000 SE18  | 23 set 2000 | Socorro         | LINEAR          | —         | MPC                           |

## 87701–87800
| Designação | Designação | Descoberta  | Descoberta          | Descobridor(es)          | Categoria | Mais informações / Referência |
| Permanente | Provisória | Data        | Local               | Descobridor(es)          | Categoria | Mais informações / Referência |
| ---------- | ---------- | ----------- | ------------------- | ------------------------ | --------- | ----------------------------- |
| 87701      | 2000 SK19  | 23 set 2000 | Socorro             | LINEAR                   | —         | MPC                           |
| 87702      | 2000 SO22  | 20 set 2000 | Haleakalā           | NEAT                     | Phocaea   | MPC                           |
| 87703      | 2000 SE23  | 25 set 2000 | Višnjan Observatory | K. Korlević              | —         | MPC                           |
| 87704      | 2000 SG23  | 26 set 2000 | Višnjan Observatory | K. Korlević              | Juno      | MPC                           |
| 87705      | 2000 SY24  | 26 set 2000 | Bisei SG Center     | BATTeRS                  | —         | MPC                           |
| 87706      | 2000 SM25  | 23 set 2000 | Socorro             | LINEAR                   | —         | MPC                           |
| 87707      | 2000 SS25  | 23 set 2000 | Socorro             | LINEAR                   | —         | MPC                           |
| 87708      | 2000 SM27  | 23 set 2000 | Socorro             | LINEAR                   | —         | MPC                           |
| 87709      | 2000 SH28  | 23 set 2000 | Socorro             | LINEAR                   | —         | MPC                           |
| 87710      | 2000 SY28  | 23 set 2000 | Socorro             | LINEAR                   | —         | MPC                           |
| 87711      | 2000 SE33  | 24 set 2000 | Socorro             | LINEAR                   | —         | MPC                           |
| 87712      | 2000 SA34  | 24 set 2000 | Socorro             | LINEAR                   | —         | MPC                           |
| 87713      | 2000 SO34  | 24 set 2000 | Socorro             | LINEAR                   | —         | MPC                           |
| 87714      | 2000 SD36  | 24 set 2000 | Socorro             | LINEAR                   | —         | MPC                           |
| 87715      | 2000 SM36  | 24 set 2000 | Socorro             | LINEAR                   | —         | MPC                           |
| 87716      | 2000 SP36  | 24 set 2000 | Socorro             | LINEAR                   | —         | MPC                           |
| 87717      | 2000 SK38  | 24 set 2000 | Socorro             | LINEAR                   | —         | MPC                           |
| 87718      | 2000 SY42  | 25 set 2000 | Črni Vrh            | Črni Vrh                 | —         | MPC                           |
| 87719      | 2000 SL45  | 22 set 2000 | Socorro             | LINEAR                   | —         | MPC                           |
| 87720      | 2000 SS45  | 22 set 2000 | Socorro             | LINEAR                   | —         | MPC                           |
| 87721      | 2000 SV45  | 22 set 2000 | Socorro             | LINEAR                   | —         | MPC                           |
| 87722      | 2000 SD46  | 22 set 2000 | Socorro             | LINEAR                   | —         | MPC                           |
| 87723      | 2000 SE46  | 22 set 2000 | Socorro             | LINEAR                   | —         | MPC                           |
| 87724      | 2000 SH46  | 22 set 2000 | Socorro             | LINEAR                   | —         | MPC                           |
| 87725      | 2000 SK46  | 23 set 2000 | Socorro             | LINEAR                   | —         | MPC                           |
| 87726      | 2000 SZ46  | 23 set 2000 | Socorro             | LINEAR                   | —         | MPC                           |
| 87727      | 2000 SA47  | 23 set 2000 | Socorro             | LINEAR                   | —         | MPC                           |
| 87728      | 2000 SU47  | 23 set 2000 | Socorro             | LINEAR                   | Phocaea   | MPC                           |
| 87729      | 2000 SW47  | 23 set 2000 | Socorro             | LINEAR                   | —         | MPC                           |
| 87730      | 2000 SJ50  | 23 set 2000 | Socorro             | LINEAR                   | —         | MPC                           |
| 87731      | 2000 SA53  | 24 set 2000 | Socorro             | LINEAR                   | —         | MPC                           |
| 87732      | 2000 SQ55  | 24 set 2000 | Socorro             | LINEAR                   | —         | MPC                           |
| 87733      | 2000 SD56  | 24 set 2000 | Socorro             | LINEAR                   | —         | MPC                           |
| 87734      | 2000 SO58  | 24 set 2000 | Socorro             | LINEAR                   | —         | MPC                           |
| 87735      | 2000 SU58  | 24 set 2000 | Socorro             | LINEAR                   | —         | MPC                           |
| 87736      | 2000 SG60  | 24 set 2000 | Socorro             | LINEAR                   | —         | MPC                           |
| 87737      | 2000 SX60  | 24 set 2000 | Socorro             | LINEAR                   | —         | MPC                           |
| 87738      | 2000 SG61  | 24 set 2000 | Socorro             | LINEAR                   | —         | MPC                           |
| 87739      | 2000 SQ62  | 24 set 2000 | Socorro             | LINEAR                   | —         | MPC                           |
| 87740      | 2000 SK63  | 24 set 2000 | Socorro             | LINEAR                   | —         | MPC                           |
| 87741      | 2000 SP63  | 24 set 2000 | Socorro             | LINEAR                   | —         | MPC                           |
| 87742      | 2000 SH65  | 24 set 2000 | Socorro             | LINEAR                   | —         | MPC                           |
| 87743      | 2000 SP65  | 24 set 2000 | Socorro             | LINEAR                   | Brangane  | MPC                           |
| 87744      | 2000 SX65  | 24 set 2000 | Socorro             | LINEAR                   | —         | MPC                           |
| 87745      | 2000 SX66  | 24 set 2000 | Socorro             | LINEAR                   | —         | MPC                           |
| 87746      | 2000 SY70  | 24 set 2000 | Socorro             | LINEAR                   | —         | MPC                           |
| 87747      | 2000 ST71  | 24 set 2000 | Socorro             | LINEAR                   | —         | MPC                           |
| 87748      | 2000 SR72  | 24 set 2000 | Socorro             | LINEAR                   | —         | MPC                           |
| 87749      | 2000 SU72  | 24 set 2000 | Socorro             | LINEAR                   | —         | MPC                           |
| 87750      | 2000 SN73  | 24 set 2000 | Socorro             | LINEAR                   | —         | MPC                           |
| 87751      | 2000 SA74  | 24 set 2000 | Socorro             | LINEAR                   | —         | MPC                           |
| 87752      | 2000 SH74  | 24 set 2000 | Socorro             | LINEAR                   | —         | MPC                           |
| 87753      | 2000 SS75  | 24 set 2000 | Socorro             | LINEAR                   | —         | MPC                           |
| 87754      | 2000 SA76  | 24 set 2000 | Socorro             | LINEAR                   | —         | MPC                           |
| 87755      | 2000 SU80  | 24 set 2000 | Socorro             | LINEAR                   | —         | MPC                           |
| 87756      | 2000 SK81  | 24 set 2000 | Socorro             | LINEAR                   | —         | MPC                           |
| 87757      | 2000 SN84  | 24 set 2000 | Socorro             | LINEAR                   | —         | MPC                           |
| 87758      | 2000 SL85  | 24 set 2000 | Socorro             | LINEAR                   | —         | MPC                           |
| 87759      | 2000 SC88  | 24 set 2000 | Socorro             | LINEAR                   | Ursula    | MPC                           |
| 87760      | 2000 SF88  | 24 set 2000 | Socorro             | LINEAR                   | —         | MPC                           |
| 87761      | 2000 SG89  | 22 set 2000 | Socorro             | LINEAR                   | —         | MPC                           |
| 87762      | 2000 SN89  | 29 set 2000 | Nacogdoches         | W. D. Bruton, G. Rodgers | —         | MPC                           |
| 87763      | 2000 SL90  | 22 set 2000 | Socorro             | LINEAR                   | —         | MPC                           |
| 87764      | 2000 SW90  | 22 set 2000 | Socorro             | LINEAR                   | —         | MPC                           |
| 87765      | 2000 SZ90  | 22 set 2000 | Socorro             | LINEAR                   | —         | MPC                           |
| 87766      | 2000 SF91  | 23 set 2000 | Socorro             | LINEAR                   | Phocaea   | MPC                           |
| 87767      | 2000 SZ91  | 23 set 2000 | Socorro             | LINEAR                   | —         | MPC                           |
| 87768      | 2000 SC92  | 23 set 2000 | Socorro             | LINEAR                   | —         | MPC                           |
| 87769      | 2000 SC94  | 23 set 2000 | Socorro             | LINEAR                   | —         | MPC                           |
| 87770      | 2000 SB95  | 23 set 2000 | Socorro             | LINEAR                   | —         | MPC                           |
| 87771      | 2000 SB96  | 23 set 2000 | Socorro             | LINEAR                   | —         | MPC                           |
| 87772      | 2000 SQ97  | 23 set 2000 | Socorro             | LINEAR                   | —         | MPC                           |
| 87773      | 2000 SR98  | 23 set 2000 | Socorro             | LINEAR                   | —         | MPC                           |
| 87774      | 2000 SO99  | 23 set 2000 | Socorro             | LINEAR                   | —         | MPC                           |
| 87775      | 2000 SZ100 | 23 set 2000 | Socorro             | LINEAR                   | —         | MPC                           |
| 87776      | 2000 SK104 | 24 set 2000 | Socorro             | LINEAR                   | —         | MPC                           |
| 87777      | 2000 SR107 | 24 set 2000 | Socorro             | LINEAR                   | —         | MPC                           |
| 87778      | 2000 SU107 | 24 set 2000 | Socorro             | LINEAR                   | —         | MPC                           |
| 87779      | 2000 SY108 | 24 set 2000 | Socorro             | LINEAR                   | —         | MPC                           |
| 87780      | 2000 SM111 | 24 set 2000 | Socorro             | LINEAR                   | —         | MPC                           |
| 87781      | 2000 SP111 | 24 set 2000 | Socorro             | LINEAR                   | —         | MPC                           |
| 87782      | 2000 SF114 | 24 set 2000 | Socorro             | LINEAR                   | —         | MPC                           |
| 87783      | 2000 SH114 | 24 set 2000 | Socorro             | LINEAR                   | —         | MPC                           |
| 87784      | 2000 SC115 | 24 set 2000 | Socorro             | LINEAR                   | Eos       | MPC                           |
| 87785      | 2000 SW115 | 24 set 2000 | Socorro             | LINEAR                   | —         | MPC                           |
| 87786      | 2000 SV116 | 24 set 2000 | Socorro             | LINEAR                   | —         | MPC                           |
| 87787      | 2000 SV117 | 24 set 2000 | Socorro             | LINEAR                   | —         | MPC                           |
| 87788      | 2000 SX117 | 24 set 2000 | Socorro             | LINEAR                   | —         | MPC                           |
| 87789      | 2000 SN120 | 24 set 2000 | Socorro             | LINEAR                   | —         | MPC                           |
| 87790      | 2000 SS120 | 24 set 2000 | Socorro             | LINEAR                   | —         | MPC                           |
| 87791      | 2000 SJ121 | 24 set 2000 | Socorro             | LINEAR                   | Eos       | MPC                           |
| 87792      | 2000 SG124 | 24 set 2000 | Socorro             | LINEAR                   | —         | MPC                           |
| 87793      | 2000 SN127 | 24 set 2000 | Socorro             | LINEAR                   | —         | MPC                           |
| 87794      | 2000 SQ127 | 24 set 2000 | Socorro             | LINEAR                   | —         | MPC                           |
| 87795      | 2000 SZ127 | 24 set 2000 | Socorro             | LINEAR                   | —         | MPC                           |
| 87796      | 2000 SD128 | 24 set 2000 | Socorro             | LINEAR                   | —         | MPC                           |
| 87797      | 2000 SF130 | 22 set 2000 | Socorro             | LINEAR                   | —         | MPC                           |
| 87798      | 2000 SG130 | 22 set 2000 | Socorro             | LINEAR                   | —         | MPC                           |
| 87799      | 2000 SP130 | 22 set 2000 | Socorro             | LINEAR                   | Phocaea   | MPC                           |
| 87800      | 2000 SK131 | 22 set 2000 | Socorro             | LINEAR                   | —         | MPC                           |

## 87801–87900
| Designação | Designação | Descoberta  | Descoberta | Descobridor(es) | Categoria | Mais informações / Referência |
| Permanente | Provisória | Data        | Local      | Descobridor(es) | Categoria | Mais informações / Referência |
| ---------- | ---------- | ----------- | ---------- | --------------- | --------- | ----------------------------- |
| 87801      | 2000 SC132 | 22 set 2000 | Socorro    | LINEAR          | —         | MPC                           |
| 87802      | 2000 SO132 | 22 set 2000 | Socorro    | LINEAR          | —         | MPC                           |
| 87803      | 2000 SE137 | 23 set 2000 | Socorro    | LINEAR          | Phocaea   | MPC                           |
| 87804      | 2000 SS137 | 23 set 2000 | Socorro    | LINEAR          | —         | MPC                           |
| 87805      | 2000 SK140 | 23 set 2000 | Socorro    | LINEAR          | —         | MPC                           |
| 87806      | 2000 SR140 | 23 set 2000 | Socorro    | LINEAR          | —         | MPC                           |
| 87807      | 2000 SZ141 | 23 set 2000 | Socorro    | LINEAR          | —         | MPC                           |
| 87808      | 2000 SO142 | 23 set 2000 | Socorro    | LINEAR          | —         | MPC                           |
| 87809      | 2000 SE143 | 23 set 2000 | Socorro    | LINEAR          | Ursula    | MPC                           |
| 87810      | 2000 SE145 | 24 set 2000 | Socorro    | LINEAR          | —         | MPC                           |
| 87811      | 2000 SO145 | 24 set 2000 | Socorro    | LINEAR          | Juno      | MPC                           |
| 87812      | 2000 SL146 | 24 set 2000 | Socorro    | LINEAR          | —         | MPC                           |
| 87813      | 2000 SC147 | 24 set 2000 | Socorro    | LINEAR          | Ursula    | MPC                           |
| 87814      | 2000 SG154 | 24 set 2000 | Socorro    | LINEAR          | —         | MPC                           |
| 87815      | 2000 SR155 | 24 set 2000 | Socorro    | LINEAR          | —         | MPC                           |
| 87816      | 2000 SA156 | 24 set 2000 | Socorro    | LINEAR          | Ursula    | MPC                           |
| 87817      | 2000 SF157 | 26 set 2000 | Socorro    | LINEAR          | —         | MPC                           |
| 87818      | 2000 SS157 | 27 set 2000 | Socorro    | LINEAR          | —         | MPC                           |
| 87819      | 2000 SZ161 | 20 set 2000 | Haleakalā  | NEAT            | —         | MPC                           |
| 87820      | 2000 SD162 | 20 set 2000 | Haleakala  | NEAT            | —         | MPC                           |
| 87821      | 2000 ST162 | 30 set 2000 | Elmira     | A. J. Cecce     | —         | MPC                           |
| 87822      | 2000 SB165 | 23 set 2000 | Socorro    | LINEAR          | —         | MPC                           |
| 87823      | 2000 SA167 | 23 set 2000 | Socorro    | LINEAR          | —         | MPC                           |
| 87824      | 2000 SG167 | 23 set 2000 | Socorro    | LINEAR          | —         | MPC                           |
| 87825      | 2000 SF168 | 23 set 2000 | Socorro    | LINEAR          | —         | MPC                           |
| 87826      | 2000 SM168 | 23 set 2000 | Socorro    | LINEAR          | —         | MPC                           |
| 87827      | 2000 SB170 | 24 set 2000 | Socorro    | LINEAR          | —         | MPC                           |
| 87828      | 2000 SS170 | 24 set 2000 | Socorro    | LINEAR          | —         | MPC                           |
| 87829      | 2000 SA173 | 28 set 2000 | Socorro    | LINEAR          | —         | MPC                           |
| 87830      | 2000 SL173 | 28 set 2000 | Socorro    | LINEAR          | —         | MPC                           |
| 87831      | 2000 SY174 | 28 set 2000 | Socorro    | LINEAR          | —         | MPC                           |
| 87832      | 2000 SD178 | 28 set 2000 | Socorro    | LINEAR          | —         | MPC                           |
| 87833      | 2000 SL178 | 28 set 2000 | Socorro    | LINEAR          | —         | MPC                           |
| 87834      | 2000 SD179 | 28 set 2000 | Socorro    | LINEAR          | —         | MPC                           |
| 87835      | 2000 SE182 | 20 set 2000 | Socorro    | LINEAR          | —         | MPC                           |
| 87836      | 2000 SH183 | 20 set 2000 | Haleakalā  | NEAT            | —         | MPC                           |
| 87837      | 2000 SK186 | 21 set 2000 | Haleakala  | NEAT            | —         | MPC                           |
| 87838      | 2000 SA187 | 21 set 2000 | Haleakala  | NEAT            | Phocaea   | MPC                           |
| 87839      | 2000 SX190 | 23 set 2000 | Socorro    | LINEAR          | —         | MPC                           |
| 87840      | 2000 SW193 | 24 set 2000 | Socorro    | LINEAR          | —         | MPC                           |
| 87841      | 2000 SU198 | 24 set 2000 | Socorro    | LINEAR          | —         | MPC                           |
| 87842      | 2000 SW199 | 24 set 2000 | Socorro    | LINEAR          | —         | MPC                           |
| 87843      | 2000 SH202 | 24 set 2000 | Socorro    | LINEAR          | —         | MPC                           |
| 87844      | 2000 SS203 | 24 set 2000 | Socorro    | LINEAR          | —         | MPC                           |
| 87845      | 2000 SG208 | 24 set 2000 | Socorro    | LINEAR          | —         | MPC                           |
| 87846      | 2000 SS209 | 25 set 2000 | Socorro    | LINEAR          | —         | MPC                           |
| 87847      | 2000 SM210 | 25 set 2000 | Socorro    | LINEAR          | —         | MPC                           |
| 87848      | 2000 SJ212 | 25 set 2000 | Socorro    | LINEAR          | —         | MPC                           |
| 87849      | 2000 SR212 | 25 set 2000 | Socorro    | LINEAR          | —         | MPC                           |
| 87850      | 2000 SP213 | 25 set 2000 | Socorro    | LINEAR          | —         | MPC                           |
| 87851      | 2000 SD218 | 26 set 2000 | Socorro    | LINEAR          | —         | MPC                           |
| 87852      | 2000 SP219 | 26 set 2000 | Socorro    | LINEAR          | —         | MPC                           |
| 87853      | 2000 SW219 | 26 set 2000 | Socorro    | LINEAR          | —         | MPC                           |
| 87854      | 2000 SY219 | 26 set 2000 | Socorro    | LINEAR          | —         | MPC                           |
| 87855      | 2000 SB220 | 26 set 2000 | Socorro    | LINEAR          | —         | MPC                           |
| 87856      | 2000 SM220 | 26 set 2000 | Socorro    | LINEAR          | —         | MPC                           |
| 87857      | 2000 SD222 | 26 set 2000 | Socorro    | LINEAR          | Pallas    | MPC                           |
| 87858      | 2000 ST225 | 27 set 2000 | Socorro    | LINEAR          | —         | MPC                           |
| 87859      | 2000 SX225 | 27 set 2000 | Socorro    | LINEAR          | —         | MPC                           |
| 87860      | 2000 SR226 | 27 set 2000 | Socorro    | LINEAR          | —         | MPC                           |
| 87861      | 2000 SH229 | 28 set 2000 | Socorro    | LINEAR          | —         | MPC                           |
| 87862      | 2000 SJ231 | 30 set 2000 | Socorro    | LINEAR          | Maria     | MPC                           |
| 87863      | 2000 SE234 | 21 set 2000 | Socorro    | LINEAR          | —         | MPC                           |
| 87864      | 2000 SQ238 | 26 set 2000 | Socorro    | LINEAR          | —         | MPC                           |
| 87865      | 2000 SK240 | 25 set 2000 | Socorro    | LINEAR          | —         | MPC                           |
| 87866      | 2000 SB243 | 24 set 2000 | Socorro    | LINEAR          | —         | MPC                           |
| 87867      | 2000 SJ245 | 24 set 2000 | Socorro    | LINEAR          | Ursula    | MPC                           |
| 87868      | 2000 SR251 | 24 set 2000 | Socorro    | LINEAR          | —         | MPC                           |
| 87869      | 2000 SD256 | 24 set 2000 | Socorro    | LINEAR          | —         | MPC                           |
| 87870      | 2000 SQ257 | 24 set 2000 | Socorro    | LINEAR          | —         | MPC                           |
| 87871      | 2000 SX262 | 25 set 2000 | Socorro    | LINEAR          | —         | MPC                           |
| 87872      | 2000 SE268 | 27 set 2000 | Socorro    | LINEAR          | —         | MPC                           |
| 87873      | 2000 SH269 | 27 set 2000 | Socorro    | LINEAR          | —         | MPC                           |
| 87874      | 2000 SW269 | 27 set 2000 | Socorro    | LINEAR          | —         | MPC                           |
| 87875      | 2000 ST270 | 27 set 2000 | Socorro    | LINEAR          | —         | MPC                           |
| 87876      | 2000 SB271 | 27 set 2000 | Socorro    | LINEAR          | —         | MPC                           |
| 87877      | 2000 SS273 | 28 set 2000 | Socorro    | LINEAR          | —         | MPC                           |
| 87878      | 2000 SG275 | 28 set 2000 | Socorro    | LINEAR          | —         | MPC                           |
| 87879      | 2000 SH275 | 28 set 2000 | Socorro    | LINEAR          | Ursula    | MPC                           |
| 87880      | 2000 SO276 | 30 set 2000 | Socorro    | LINEAR          | —         | MPC                           |
| 87881      | 2000 SC277 | 30 set 2000 | Socorro    | LINEAR          | —         | MPC                           |
| 87882      | 2000 SN278 | 30 set 2000 | Socorro    | LINEAR          | Brangane  | MPC                           |
| 87883      | 2000 SO278 | 30 set 2000 | Socorro    | LINEAR          | —         | MPC                           |
| 87884      | 2000 SN279 | 25 set 2000 | Socorro    | LINEAR          | —         | MPC                           |
| 87885      | 2000 SF283 | 23 set 2000 | Socorro    | LINEAR          | —         | MPC                           |
| 87886      | 2000 SJ285 | 23 set 2000 | Socorro    | LINEAR          | —         | MPC                           |
| 87887      | 2000 SS286 | 26 set 2000 | Socorro    | LINEAR          | —         | MPC                           |
| 87888      | 2000 ST287 | 26 set 2000 | Socorro    | LINEAR          | —         | MPC                           |
| 87889      | 2000 SA288 | 26 set 2000 | Socorro    | LINEAR          | —         | MPC                           |
| 87890      | 2000 SE288 | 26 set 2000 | Socorro    | LINEAR          | —         | MPC                           |
| 87891      | 2000 SW290 | 27 set 2000 | Socorro    | LINEAR          | —         | MPC                           |
| 87892      | 2000 SS292 | 27 set 2000 | Socorro    | LINEAR          | —         | MPC                           |
| 87893      | 2000 SL293 | 27 set 2000 | Socorro    | LINEAR          | —         | MPC                           |
| 87894      | 2000 SF295 | 27 set 2000 | Socorro    | LINEAR          | Phocaea   | MPC                           |
| 87895      | 2000 SP298 | 28 set 2000 | Socorro    | LINEAR          | —         | MPC                           |
| 87896      | 2000 SE300 | 28 set 2000 | Socorro    | LINEAR          | —         | MPC                           |
| 87897      | 2000 SH300 | 28 set 2000 | Socorro    | LINEAR          | —         | MPC                           |
| 87898      | 2000 SC305 | 30 set 2000 | Socorro    | LINEAR          | —         | MPC                           |
| 87899      | 2000 SH306 | 30 set 2000 | Socorro    | LINEAR          | —         | MPC                           |
| 87900      | 2000 SJ306 | 30 set 2000 | Socorro    | LINEAR          | —         | MPC                           |

## 87901–88000
| Designação    | Designação | Descoberta  | Descoberta     | Descobridor(es) | Categoria | Mais informações / Referência |
| Permanente    | Provisória | Data        | Local          | Descobridor(es) | Categoria | Mais informações / Referência |
| ------------- | ---------- | ----------- | -------------- | --------------- | --------- | ----------------------------- |
| 87901         | 2000 SN306 | 30 set 2000 | Socorro        | LINEAR          | —         | MPC                           |
| 87902         | 2000 SQ307 | 30 set 2000 | Socorro        | LINEAR          | —         | MPC                           |
| 87903         | 2000 ST308 | 30 set 2000 | Socorro        | LINEAR          | —         | MPC                           |
| 87904         | 2000 SR309 | 24 set 2000 | Socorro        | LINEAR          | —         | MPC                           |
| 87905         | 2000 SH310 | 26 set 2000 | Socorro        | LINEAR          | —         | MPC                           |
| 87906         | 2000 SP310 | 26 set 2000 | Socorro        | LINEAR          | —         | MPC                           |
| 87907         | 2000 SQ310 | 26 set 2000 | Socorro        | LINEAR          | —         | MPC                           |
| 87908         | 2000 SJ311 | 26 set 2000 | Socorro        | LINEAR          | —         | MPC                           |
| 87909         | 2000 SH312 | 27 set 2000 | Socorro        | LINEAR          | —         | MPC                           |
| 87910         | 2000 SV312 | 27 set 2000 | Socorro        | LINEAR          | Phocaea   | MPC                           |
| 87911         | 2000 SZ312 | 27 set 2000 | Socorro        | LINEAR          | —         | MPC                           |
| 87912         | 2000 SS313 | 27 set 2000 | Socorro        | LINEAR          | —         | MPC                           |
| 87913         | 2000 SU313 | 27 set 2000 | Socorro        | LINEAR          | Pallas    | MPC                           |
| 87914         | 2000 SY313 | 27 set 2000 | Socorro        | LINEAR          | —         | MPC                           |
| 87915         | 2000 SB315 | 28 set 2000 | Socorro        | LINEAR          | —         | MPC                           |
| 87916         | 2000 SH315 | 28 set 2000 | Socorro        | LINEAR          | —         | MPC                           |
| 87917         | 2000 SF316 | 30 set 2000 | Socorro        | LINEAR          | —         | MPC                           |
| 87918         | 2000 SQ316 | 30 set 2000 | Socorro        | LINEAR          | —         | MPC                           |
| 87919         | 2000 SZ316 | 30 set 2000 | Socorro        | LINEAR          | —         | MPC                           |
| 87920         | 2000 SM317 | 30 set 2000 | Socorro        | LINEAR          | —         | MPC                           |
| 87921         | 2000 SC318 | 30 set 2000 | Socorro        | LINEAR          | —         | MPC                           |
| 87922         | 2000 SM318 | 29 set 2000 | Haleakalā      | NEAT            | —         | MPC                           |
| 87923         | 2000 SV318 | 26 set 2000 | Socorro        | LINEAR          | —         | MPC                           |
| 87924         | 2000 SB319 | 26 set 2000 | Socorro        | LINEAR          | —         | MPC                           |
| 87925         | 2000 SG319 | 26 set 2000 | Socorro        | LINEAR          | —         | MPC                           |
| 87926         | 2000 SZ319 | 27 set 2000 | Socorro        | LINEAR          | —         | MPC                           |
| 87927         | 2000 SN321 | 28 set 2000 | Kitt Peak      | Spacewatch      | —         | MPC                           |
| 87928         | 2000 SB328 | 30 set 2000 | Socorro        | LINEAR          | —         | MPC                           |
| 87929         | 2000 SA331 | 28 set 2000 | Socorro        | LINEAR          | —         | MPC                           |
| 87930         | 2000 SS333 | 26 set 2000 | Socorro        | LINEAR          | —         | MPC                           |
| 87931         | 2000 ST333 | 26 set 2000 | Haleakalā      | NEAT            | Phocaea   | MPC                           |
| 87932         | 2000 SW343 | 22 set 2000 | Socorro        | LINEAR          | —         | MPC                           |
| 87933         | 2000 SL346 | 21 set 2000 | Kitt Peak      | M. W. Buie      | —         | MPC                           |
| 87934         | 2000 SF347 | 25 set 2000 | Socorro        | LINEAR          | —         | MPC                           |
| 87935         | 2000 SG347 | 25 set 2000 | Socorro        | LINEAR          | —         | MPC                           |
| 87936         | 2000 SG350 | 29 set 2000 | Anderson Mesa  | LONEOS          | —         | MPC                           |
| 87937         | 2000 SM350 | 29 set 2000 | Anderson Mesa  | LONEOS          | —         | MPC                           |
| 87938         | 2000 SL351 | 29 set 2000 | Anderson Mesa  | LONEOS          | —         | MPC                           |
| 87939         | 2000 SF353 | 30 set 2000 | Anderson Mesa  | LONEOS          | —         | MPC                           |
| 87940         | 2000 SQ354 | 29 set 2000 | Anderson Mesa  | LONEOS          | —         | MPC                           |
| 87941         | 2000 SG356 | 29 set 2000 | Anderson Mesa  | LONEOS          | —         | MPC                           |
| 87942         | 2000 SP356 | 29 set 2000 | Anderson Mesa  | LONEOS          | —         | MPC                           |
| 87943         | 2000 SM357 | 28 set 2000 | Anderson Mesa  | LONEOS          | Phocaea   | MPC                           |
| 87944         | 2000 SZ357 | 28 set 2000 | Anderson Mesa  | LONEOS          | —         | MPC                           |
| 87945         | 2000 SQ358 | 24 set 2000 | Haleakalā      | NEAT            | Phocaea   | MPC                           |
| 87946         | 2000 SW359 | 26 set 2000 | Anderson Mesa  | LONEOS          | —         | MPC                           |
| 87947         | 2000 SJ360 | 26 set 2000 | Haleakalā      | NEAT            | —         | MPC                           |
| 87948         | 2000 SY361 | 23 set 2000 | Anderson Mesa  | LONEOS          | —         | MPC                           |
| 87949         | 2000 SR362 | 20 set 2000 | Socorro        | LINEAR          | —         | MPC                           |
| 87950         | 2000 SG367 | 22 set 2000 | Socorro        | LINEAR          | —         | MPC                           |
| 87951         | 2000 SZ368 | 22 set 2000 | Anderson Mesa  | LONEOS          | —         | MPC                           |
| 87952         | 2000 SV369 | 24 set 2000 | Anderson Mesa  | LONEOS          | —         | MPC                           |
| 87953         | 2000 SC370 | 24 set 2000 | Anderson Mesa  | LONEOS          | —         | MPC                           |
| 87954 Tomkaye | 2000 TK    | 2 out 2000  | Fountain Hills | C. W. Juels     | Phocaea   | MPC                           |
| 87955         | 2000 TL4   | 1 out 2000  | Socorro        | LINEAR          | Eos       | MPC                           |
| 87956         | 2000 TM4   | 1 out 2000  | Socorro        | LINEAR          | Juno      | MPC                           |
| 87957         | 2000 TQ12  | 1 out 2000  | Socorro        | LINEAR          | —         | MPC                           |
| 87958         | 2000 TS15  | 1 out 2000  | Socorro        | LINEAR          | —         | MPC                           |
| 87959         | 2000 TF18  | 1 out 2000  | Socorro        | LINEAR          | —         | MPC                           |
| 87960         | 2000 TU19  | 1 out 2000  | Socorro        | LINEAR          | Phocaea   | MPC                           |
| 87961         | 2000 TV19  | 1 out 2000  | Socorro        | LINEAR          | —         | MPC                           |
| 87962         | 2000 TB20  | 1 out 2000  | Socorro        | LINEAR          | —         | MPC                           |
| 87963         | 2000 TK21  | 1 out 2000  | Socorro        | LINEAR          | —         | MPC                           |
| 87964         | 2000 TM28  | 3 out 2000  | Socorro        | LINEAR          | —         | MPC                           |
| 87965         | 2000 TX28  | 6 out 2000  | Fountain Hills | C. W. Juels     | —         | MPC                           |
| 87966         | 2000 TX32  | 3 out 2000  | Socorro        | LINEAR          | —         | MPC                           |
| 87967         | 2000 TR33  | 5 out 2000  | Socorro        | LINEAR          | —         | MPC                           |
| 87968         | 2000 TS33  | 5 out 2000  | Socorro        | LINEAR          | Phocaea   | MPC                           |
| 87969         | 2000 TV37  | 1 out 2000  | Socorro        | LINEAR          | —         | MPC                           |
| 87970         | 2000 TT38  | 1 out 2000  | Socorro        | LINEAR          | —         | MPC                           |
| 87971         | 2000 TW38  | 1 out 2000  | Socorro        | LINEAR          | —         | MPC                           |
| 87972         | 2000 TJ39  | 1 out 2000  | Socorro        | LINEAR          | —         | MPC                           |
| 87973         | 2000 TX39  | 1 out 2000  | Socorro        | LINEAR          | —         | MPC                           |
| 87974         | 2000 TR41  | 1 out 2000  | Socorro        | LINEAR          | —         | MPC                           |
| 87975         | 2000 TR42  | 1 out 2000  | Socorro        | LINEAR          | Brangane  | MPC                           |
| 87976         | 2000 TP43  | 1 out 2000  | Socorro        | LINEAR          | —         | MPC                           |
| 87977         | 2000 TY43  | 1 out 2000  | Socorro        | LINEAR          | —         | MPC                           |
| 87978         | 2000 TG44  | 1 out 2000  | Socorro        | LINEAR          | —         | MPC                           |
| 87979         | 2000 TL45  | 1 out 2000  | Socorro        | LINEAR          | Brangane  | MPC                           |
| 87980         | 2000 TT53  | 1 out 2000  | Socorro        | LINEAR          | —         | MPC                           |
| 87981         | 2000 TS55  | 1 out 2000  | Socorro        | LINEAR          | —         | MPC                           |
| 87982         | 2000 TA57  | 2 out 2000  | Anderson Mesa  | LONEOS          | —         | MPC                           |
| 87983         | 2000 TB57  | 2 out 2000  | Anderson Mesa  | LONEOS          | Brangane  | MPC                           |
| 87984         | 2000 TP57  | 2 out 2000  | Anderson Mesa  | LONEOS          | —         | MPC                           |
| 87985         | 2000 TJ58  | 2 out 2000  | Socorro        | LINEAR          | —         | MPC                           |
| 87986         | 2000 TD59  | 2 out 2000  | Anderson Mesa  | LONEOS          | —         | MPC                           |
| 87987         | 2000 TF59  | 2 out 2000  | Anderson Mesa  | LONEOS          | Phocaea   | MPC                           |
| 87988         | 2000 TZ62  | 2 out 2000  | Socorro        | LINEAR          | —         | MPC                           |
| 87989         | 2000 UG1   | 21 out 2000 | Desert Beaver  | W. K. Y. Yeung  | —         | MPC                           |
| 87990         | 2000 UV4   | 24 out 2000 | Socorro        | LINEAR          | —         | MPC                           |
| 87991         | 2000 UK6   | 24 out 2000 | Socorro        | LINEAR          | —         | MPC                           |
| 87992         | 2000 UL7   | 24 out 2000 | Socorro        | LINEAR          | —         | MPC                           |
| 87993         | 2000 UM10  | 24 out 2000 | Socorro        | LINEAR          | —         | MPC                           |
| 87994         | 2000 UA11  | 25 out 2000 | Socorro        | LINEAR          | Brangane  | MPC                           |
| 87995         | 2000 UF12  | 24 out 2000 | Socorro        | LINEAR          | —         | MPC                           |
| 87996         | 2000 UP21  | 24 out 2000 | Socorro        | LINEAR          | —         | MPC                           |
| 87997         | 2000 UG24  | 24 out 2000 | Socorro        | LINEAR          | —         | MPC                           |
| 87998         | 2000 UY27  | 25 out 2000 | Socorro        | LINEAR          | —         | MPC                           |
| 87999         | 2000 UX28  | 30 out 2000 | Socorro        | LINEAR          | —         | MPC                           |
| 88000         | 2000 UB36  | 24 out 2000 | Socorro        | LINEAR          | —         | MPC                           |